# Color

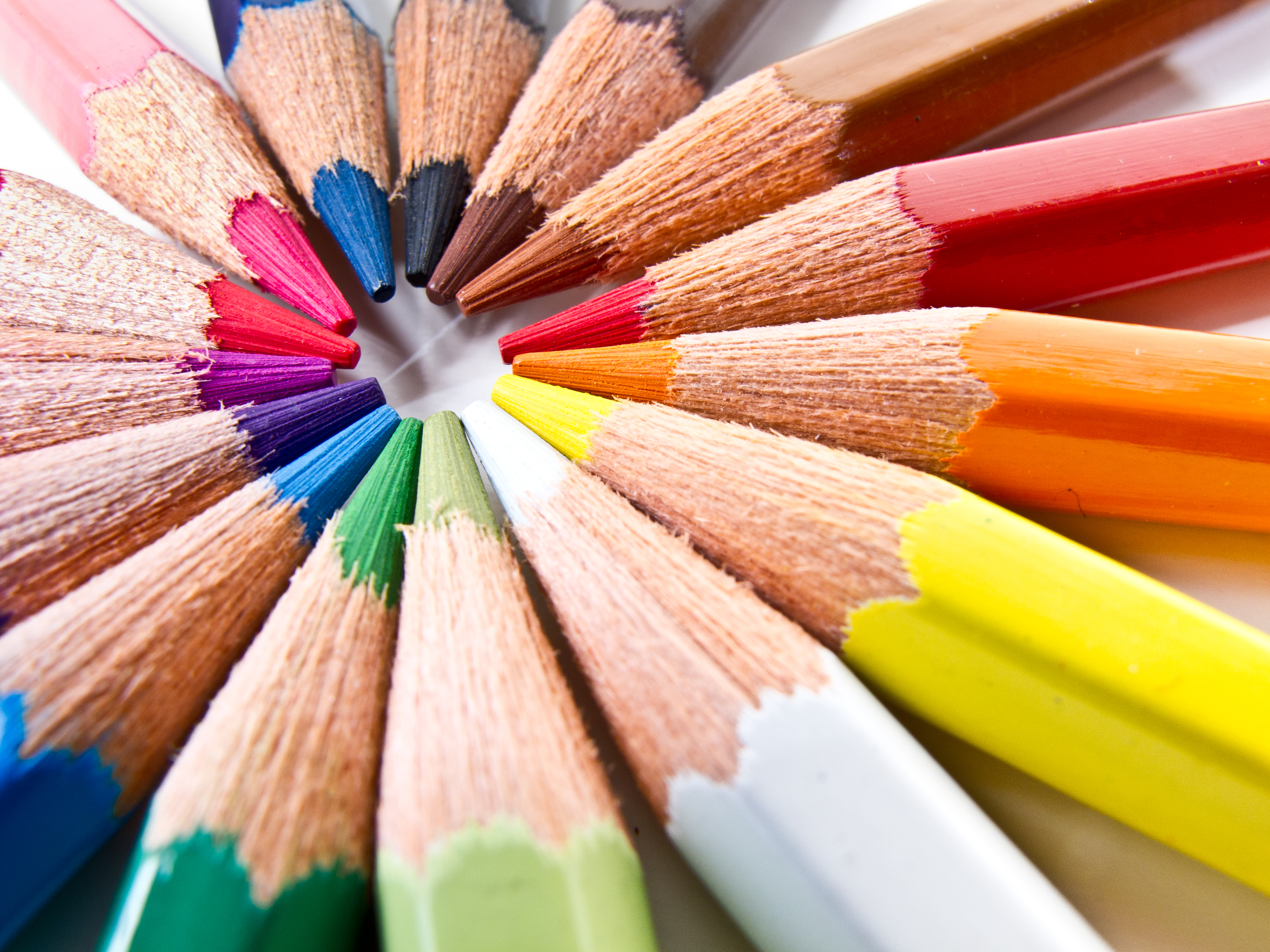
Lápices de colores

El color es la impresión producida por un tono de luz en los órganos visuales, o más concretamente, es una percepción visual que se genera en el cerebro, —específicamente en el lóbulo occipital, corteza visual— de los humanos y otros animales al interpretar las señales nerviosas que le envían los fotorreceptores en la retina del ojo, que a su vez interpretan y distinguen las distintas longitudes de onda que captan de la parte visible del espectro electromagnético. Es estudiado por la colorimetría o ciencia del color.
Todo cuerpo iluminado absorbe una parte de las ondas electromagnéticas y refleja las restantes. Las ondas reflejadas son captadas por el ojo e interpretadas en el cerebro como distintos colores según las longitudes de onda correspondientes.
El ojo humano solo percibe las longitudes de onda cuando la iluminación es abundante. Con poca luz se ve en blanco y negro. En la mezcla de luces de diferentes colores (denominada "síntesis aditiva de color"), el color blanco resulta de la suma de todas las longitudes de onda visibles en la misma proporción, o bien de la suma de al menos dos luces concretas en una proporción específica, mientras que el negro es la ausencia de luz. En la mezcla de pigmentos transparentes (síntesis sustractiva de color); el blanco solo se da si el pigmento o el soporte es de ese color, reflejando toda la luz incidente, mientras que el negro es el resultado de la superposición completa de al menos dos pigmentos específicos, en proporciones específicas (por ejemplo, mezclando colores complementarios, o pigmentos cian, magenta y amarillo). La luz blanca puede ser descompuesta en todos los colores del espectro visible por medio de un prisma (dispersión refractiva). En la naturaleza esta descomposición da lugar al arcoíris. En conclusión, la combinación de los colores luz secundarios (cian, magenta, amarillo) sustraen luz, y la combinación de los colores luz primarios (verde, rojo, azul) suman luz.
En el arte de la pintura, el diseño gráfico, el diseño visual, la fotografía, la imprenta y en la televisión, la teoría del color es un grupo de reglas básicas en la mezcla de colores para conseguir el efecto deseado combinando colores de luz o pigmento.

## La percepción del color en la visión humana

En la visión humana, los conos captan la luz en la retina del ojo. Hay tres tipos de conos (denominados en inglés S, M, y L), cada uno de ellos capta solamente las longitudes de onda señaladas en el gráfico. Transformadas en el cerebro se corresponden con el azul, verde y rojo. Los bastones captan las longitudes de onda señaladas en la curva R.

La visión es el sentido de la percepción que consiste en la habilidad de detectar la luz y de interpretarla. Es propia de los animales, que tienen un sistema llamado sistema visual. La primera parte de este se encarga de formar la imagen óptica del estímulo visual en la retina (sistema óptico), donde sus células son las responsables de procesar la información. Las primeras en intervenir son los fotorreceptores, los cuales capturan la luz que incide sobre ellos. Los hay de dos tipos: los conos y los bastones. Otras células de la retina se encargan de transformar dicha luz en impulsos electroquímicos y en transportarlos hasta el nervio óptico. Desde allí se proyectan al cerebro. En el cerebro se realiza el proceso de formar los colores y reconstruir las distancias, movimientos, formas de los objetos observados y distinción de los colores.
La percepción del color en el ojo humano se produce en las células sensibles de la retina que reaccionan de forma distinta a la luz según su longitud de onda. Los bastones perciben las tonalidades de oscuridad, y solo permiten distinguir las distintas tonalidades de grises entre el negro y el blanco. Los conos son medidores de cuantos de luz, radiaciones electromagnéticas, que se transforma en información de impulsos eléctricos que más tarde darán lugar a impresiones ópticas. Hay tres clases de conos, cada uno de ellos posee un fotopigmento opsina que solo detecta unas longitudes de onda concretas, que transformadas en el cerebro se corresponden aproximadamente a los colores azul, rojo y verde, es decir, los tres colores primarios con cuya combinación podemos percibir toda la gama de colores. En el sistema de la tricromática los tres grupos de conos combinados permiten cubrir el espectro completo de luz visible y son los siguientes:
| Cono L: | captación de ondas largas (650 nm), de la zona del espectro correspondiente a la luz roja, mediante el fotopigmento eritropsina. |

| Cono M: | ondas medias (530 nm), en la zona del espectro correspondiente a los verdes, mediante la cloropsina. |

| Cono S: | (por el inglés short) ondas cortas (430 nm), en la zona del espectro correspondiente a los tonos azules, mediante la cianopsina. |

Esta actividad retiniana ya es cerebral, puesto que los fotorreceptores, aunque simples, son células neuronales. La información de los conos y bastones es procesada por otras células situadas inmediatamente a continuación y conectadas detrás de ellos (horizontales, bipolares, amacrinas y ganglionares). El procesamiento en estas células es el origen de dos dimensiones o canales de pares antagónicos cromáticos: rojo-verde, azul-amarillo y de una dimensión acromática o canal de claroscuro. Dicho de otra manera, estas células se excitan o inhiben ante la mayor intensidad de la señal del rojo frente a la del verde, y del azul frente a la combinación de rojo y verde (amarillo), generando además un trayecto acromático de información relativa a la luminosidad.
La información de este procesamiento se traslada, a través del nervio óptico, a los núcleos geniculados laterales (situados a izquierda y derecha del tálamo), donde la actividad neuronal es específica respecto a la sugerencia del color y del claroscuro. Esta información precisa se transfiere al córtex visual por las vías denominadas radiaciones ópticas. La percepción del color es consecuencia de la actividad de las neuronas complejas del área de la corteza visual V4/V8, específica para el color. Esta actividad determina que las cualidades vivenciales de la visión del color puedan ser referidas mediante los atributos: luminosidad, tono y saturación.
Se denomina visión fotópica a la que tiene lugar con buenas condiciones de iluminación. Esta visión posibilita la correcta interpretación del color por el cerebro.
Muchos primates de origen africano (catarrinos), como el ser humano, comparten las características genéticas descritas: por eso se dice que tenemos percepción tricromática. Sin embargo, los primates de origen sudamericano únicamente tienen dos genes para la percepción del color. Existen pruebas que confirman que la aparición de este tercer gen fue debida a una mutación que duplicó uno de los dos originales. Posiblemente esta mutación esté relacionada con la capacidad para distinguir los frutos maduros de los que no lo están, debido a la evolución natural.
En el reino animal los mamíferos no suelen diferenciar bien los colores, las aves en cambio, sí; aunque suelen tener preferencia por los colores rojizos. Los insectos, por el contrario, suelen tener una mejor percepción de los azules e incluso ultravioletas. Por regla general los animales nocturnos ven en blanco y negro. Algunas enfermedades como el daltonismo o la acromatopsia impiden ver bien los colores. Véase también: Percepción del color.
Un tema siempre presente es el interés por entender cómo se genera la coloración y cuál es función del color en los seres vivos procesos producto de la interacción de pigmentos biológicos, color estructural y bioluminiscencia.

## La física del color

### El espectro visible por el ojo humano
Dentro del espectro electromagnético se constituyen todos los posibles niveles de energía de la luz. Hablar de energía es equivalente a hablar de longitud de onda; por ello, el espectro electromagnético abarca todas las longitudes de onda que la luz puede tener. De todo el espectro, la porción que el ser humano es capaz de percibir es muy pequeña en comparación con todas las existentes. Esta región, denominada espectro visible, comprende longitudes de onda desde los 380 nm hasta los 780 nm (1 nm = 1 nanómetro = 0,000001 mm). La luz de cada una de estas longitudes de onda es percibida en el cerebro humano como un color diferente. Sin embargo, existen muchos colores visibles por los humanos que no se encuentran en el espectro visible, como el negro, el gris, el blanco, el magenta, el rosa, el crema, etc.
Newton usó por primera vez la palabra espectro (del latín, "apariencia" o "aparición") en 1671 al describir sus experimentos en óptica. Newton observó que cuando un estrecho haz de luz solar incide sobre un prisma de vidrio triangular con un ángulo, una parte se refleja y otra pasa a través del vidrio y se desintegra en diferentes bandas de colores. También Newton hizo converger esos mismos rayos de color en una segunda lente para formar nuevamente luz blanca. Demostró que la luz solar contiene los colores del arcoíris.
Cuando llueve y hay sol, cada gota de lluvia se comporta de igual manera que un prisma, y de la unión de millones de gotas de agua se forma el fenómeno del arcoíris.
A pesar de que el espectro es continuo y por lo tanto, no hay cantidades vacías entre uno y otro color, se puede establecer la siguiente aproximación:
| Color    | Longitud de onda |
| -------- | ---------------- |
| Violeta  | ~ 380-427 nm     |
| Azul     | ~ 427-476 nm     |
| Cian     | ~ 476-497 nm     |
| Verde    | ~ 497-570 nm     |
| Amarillo | ~ 570–581 nm     |
| Naranja  | ~ 581–618 nm     |
| Rojo     | ~ 618–780 nm     |

### La reflexión en las superficies: el color de los objetos
Cuando la luz incide sobre un objeto, su superficie absorbe ciertas longitudes de onda y refleja otras. Solo las longitudes de onda reflejadas podrán ser vistas por el ojo y por tanto en el cerebro solo se percibirán esos colores. Es un proceso diferente a luz natural que tiene todas las longitudes de onda, allí todo el proceso nada más tiene que ver con luz, ahora en los colores que percibimos en un objeto hay que tener en cuenta también el objeto en si, que tiene capacidad de absorber ciertas longitudes de onda y reflejar las demás.
Consideremos una manzana "roja". Cuando es vista bajo una luz blanca, parece roja. Pero esto no significa que emita luz roja, que sería el caso una síntesis aditiva. Si lo hiciese, seríamos capaces de verla en la oscuridad. En lugar de eso, absorbe algunas de las longitudes de onda que componen la luz blanca, reflejando mayormente aquellas que el humano ve como rojas.

## Pigmentos y tintes
Un pigmento o un tinte es un material que cambia el color de la luz que refleja debido a que selectivamente absorben ciertas ondas luminosas. La luz blanca es aproximadamente igual a una mezcla de todo el espectro visible de luz. Cuando esta luz se encuentra con un pigmento, algunas ondas son absorbidas por los enlaces químicos y sustituyentes del pigmento, mientras otras son reflejadas. Este nuevo espectro de luz reflejado crea la apariencia del color. Por ejemplo, un pigmento azul ultramar refleja la luz azul, y absorbe los demás colores.
La apariencia de los pigmentos o tintes está íntimamente ligada a la luz que reciben. La luz solar tiene una temperatura de color alta y un espectro relativamente uniforme, y es considerada un estándar para la luz blanca. La luz artificial, por su parte, tiende a tener grandes variaciones en algunas partes de su espectro. Vistos bajo estas condiciones, los pigmentos o tintes lucen de diferentes colores.
Los tintes sirven para colorear materiales, como los tejidos, mientras que los pigmentos sirven para cubrir una superficie, como puede ser un cuadro. Desde las glaciaciones los humanos empleaban plantas y partes de animales para lograr tintes naturales con los que coloreaban sus tejidos. Luego los pintores han preparado sus propios pigmentos. Desde 1856 aparecieron los tintes sintéticos.

## Síntesis del color: colores primarios
Durante varios siglos, los artistas han intentado entender las variaciones de los colores y han experimentado con mezclas para así obtener o sintetizar la mayor gama posible para sus obras; por lo que se concluyó que existe un número pequeño de colores -a los que se llamó colores primarios o "primitivos"- con cuya mezcla se pensó que se podría obtener todos los demás colores existentes y se propuso varias teorías. Sin embargo, a pesar de que la existencia de los colores primarios está comprobada, se debió esperar a que la ciencia defina en qué consiste la física de la luz y la parte biológica de su percepción, para así definir exactamente cuáles son los verdaderos colores primarios.
Los colores primarios dependen de la fuente del color, ya que puede ser una fuente luminosa que emite una luz con un color determinado o puede tratarse de un objeto que absorbe una parte y refleja otra de la luz que recibe y que es lo que vemos e interpretamos. Tomando en cuenta estas dos fuentes de color, se puede resumir los modelos más difundidos para la síntesis del color del siguiente modo:
| Tipo de síntesis    | Síntesis aditiva                                                              | Síntesis sustractiva                                                                | Coloración tradicional                                                                                |
| Fundamento          | Las luces de color que se superponen, se adicionan formando tonos más claros. | Los pigmentos al mezclarse, sustraen o absorben más luz formando tonos más oscuros. | Mezcla de pigmentos que también es sustractiva, pero de naturaleza artística, tradicional y empírica. |
| Ejemplos            | Ejemplo con focos luminosos                                                   | Representación del uso de tintas                                                    | Ejemplo con lápiz pastel                                                                              |
| Modelos             | RGB, HSV y otros                                                              | CMY, CMYK                                                                           | RYB                                                                                                   |
| Colores primarios   | rojo, verde y azul                                                            | cian, magenta y amarillo                                                            | azul, rojo y amarillo                                                                                 |
| Colores secundarios | cian, magenta y amarillo                                                      | rojo, verde y azul                                                                  | verde, naranja y púrpura                                                                              |
| Uso más común       | pantalla de TV, monitor de computadora, proyector de cine                     | impresión, fotografía                                                               | artes pictóricas tradicionales                                                                        |

De estos tipos de síntesis, la columna de la derecha donde se representa a la coloración tradicional, es parte del conocimiento empírico y no científico, ya que en realidad sus colores primarios no pueden considerarse como los verdaderos porque, a pesar de la creencia popular, con la mezcla de los mismos no es posible sintetizar toda la gama de colores. Los colores secundarios así obtenidos son limitados, en especial el morado y el verde, los cuales se presentan opacos y con tendencia hacia tonos grisáceos. Es por esto que en la actualidad los profesionales, tanto los artistas plásticos como los pintores decorativos, tienden a reemplazar a colores primarios como el azul y el rojo, por el cian o azul cian y por el magenta o rojo magenta, obteniendo mejores resultados.

### Síntesis aditiva

Mezcla aditiva de los colores primarios de luz

Se llama síntesis aditiva a obtener un color de luz determinado por la suma de otros colores. Thomas Young partiendo del descubrimiento de Newton que la suma de los colores del espectro visible formaba luz blanca realizó un experimento con linternas con los seis colores del espectro visible, proyectando estos focos y superponiéndolos llegó a un nuevo descubrimiento: para formar los seis colores del espectro solo hacían falta tres colores y además sumando los tres se formaba luz blanca.

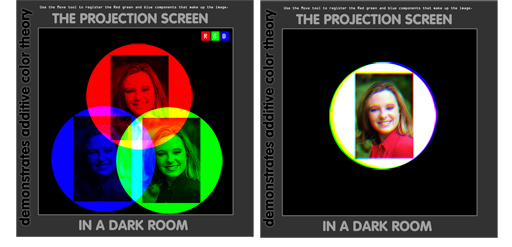
Ejemplo con una pantalla de proyección en un ambiente oscuro.

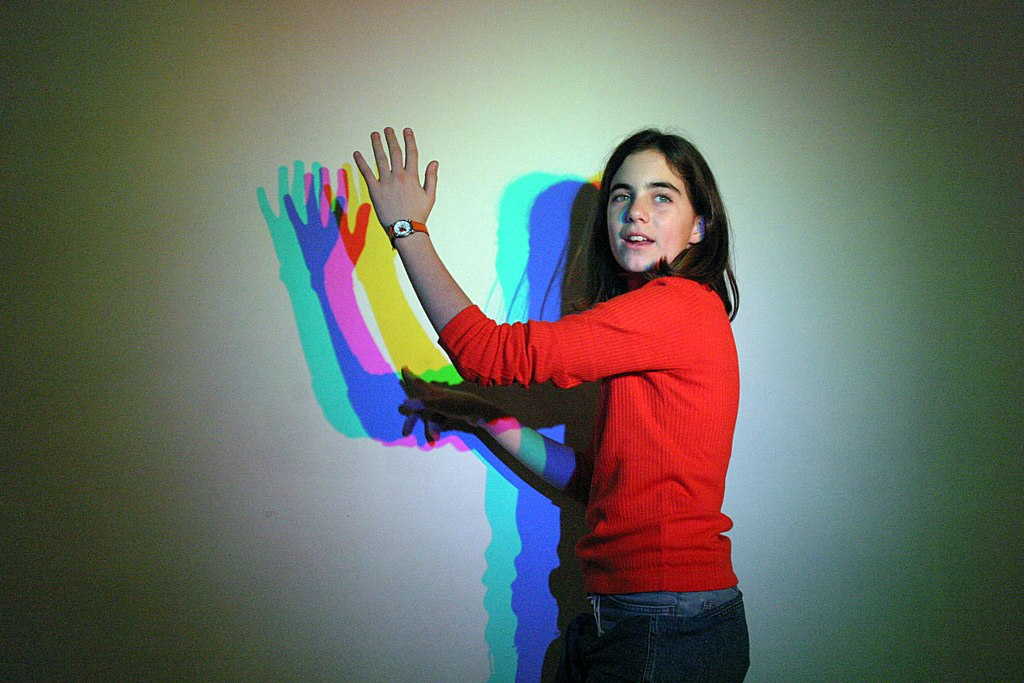
Otro ejemplo usando tres luces.

El proceso de reproducción aditiva normalmente utiliza luz roja, verde y azul para producir el resto de los colores. Combinando uno de estos colores primarios con otro en proporciones iguales produce los colores aditivos secundarios, más claros que los anteriores: cian, magenta y amarillo. Variando la intensidad de cada luz de color finalmente deja ver el espectro completo de estas tres luces. La ausencia de los tres da el negro, y la suma de los tres da el blanco. Estos tres colores se corresponden con los tres picos de sensibilidad de los tres receptores de color en nuestros ojos.
Los colores primarios no son una propiedad fundamental de la luz, sino un concepto biológico, basado en la respuesta fisiológica del ojo humano a la luz. Un ojo humano normal solo contiene tres tipos de receptores, llamados conos. Estos responden a zonas del espectro que corresponden con longitudes de onda específicas de luz roja, verde y azul. Las personas y los miembros de otras especies que tienen estos tres tipos de receptores se llaman tricrómatas. Aunque la sensibilidad máxima de los conos no se produce exactamente en las frecuencias roja, verde y azul, son los colores que se eligen para definirlos como primarios, porque con ellos es posible estimular los tres receptores de color de manera casi independiente, proporcionando una amplia gama de color. Para generar rangos de color óptimos para otras especies aparte de los seres humanos se tendrían que usar otros colores primarios aditivos. Por ejemplo, para las especies conocidas como tetracrómatas, con cuatro receptores de color distintos, se utilizarían cuatro colores primarios (como los humanos solo pueden ver hasta 400 nanómetros (violeta), pero los tetracrómatas pueden ver parte del ultravioleta, hasta los 300 nanómetros aproximadamente, este cuarto color primario estaría situado en este rango y probablemente sería un violeta espectral puro, en lugar del violeta que vemos). Muchas aves y marsupiales son tetracrómatas, y se ha sugerido que algunas mujeres nacen también tetracrómatas, con un receptor extra para el amarillo. Por otro lado, la mayoría de los mamíferos tienen solo dos tipos de receptor de color y por lo tanto son dicrómatas; para ellos, solo hay dos colores primarios.

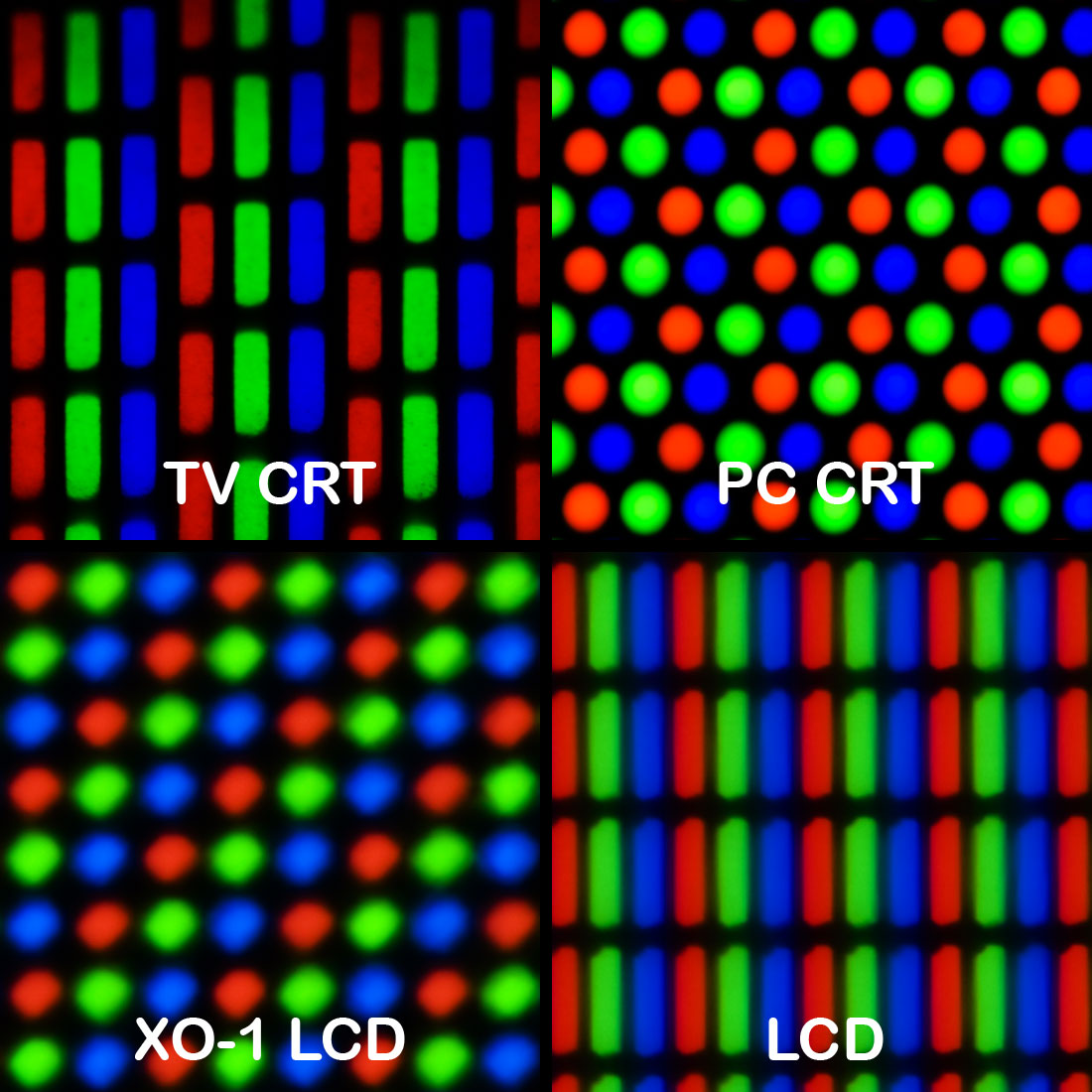
Geometría de los píxeles en diversos monitores. Variando la intensidad de cada color primario, son capaces de generar 16,8 millones de colores distintos.

Las televisiones, los monitores de ordenador y las pantallas de los teléfonos celulares, son las aplicaciones prácticas más comunes de la síntesis aditiva.
|      |   |       |   |       |   |          |  |  |
|      |   | Rojo  | + | Verde | = | Amarillo |  |  |
|      |   | Verde | + | Azul  | = | Cian     |  |  |
|      |   | Azul  | + | Rojo  | = | Magenta  |  |  |
| Azul | + | Rojo  | + | Verde | = | Blanco   |  |  |
|      |   |       |   |       |   |          |  |  |

### Síntesis sustractiva

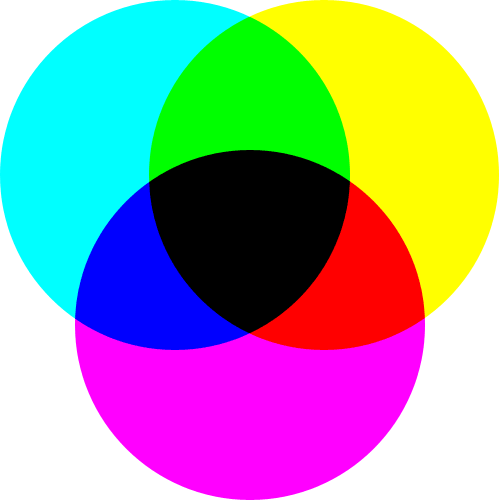
Mezcla sustractiva de colores primarios.

Todo lo que no es color aditivo es color sustractivo. En otras palabras, todo lo que no es luz directa es luz reflejada en un objeto, la primera se basa en la síntesis aditiva de color, la segunda en la síntesis sustractiva de color.
La síntesis sustractiva explica la teoría de la mezcla de pigmentos y tintes para crear color. El color que parece que tiene un determinado objeto depende de qué partes del espectro electromagnético son reflejadas por él, o dicho a la inversa, qué partes del espectro son absorbidas.
Se llama síntesis sustractiva porque a la energía de radiación se le sustrae algo por absorción. En la síntesis sustractiva el color de partida siempre suele ser el color acromático blanco, el que aporta la luz (en el caso de una fotografía el papel blanco, si hablamos de un cuadro es el lienzo blanco), es un elemento imprescindible para que las capas de color puedan poner en juego sus capacidades de absorción. En la síntesis sustractiva los colores primarios son el amarillo, el magenta y el cian, cada uno de estos colores tiene la misión de absorber el campo de radiación de cada tipo de conos. Actúan como filtros, el amarillo, no deja pasar las ondas que forman el azul, el magenta no deja pasar el verde y el cian no permite pasar al rojo.

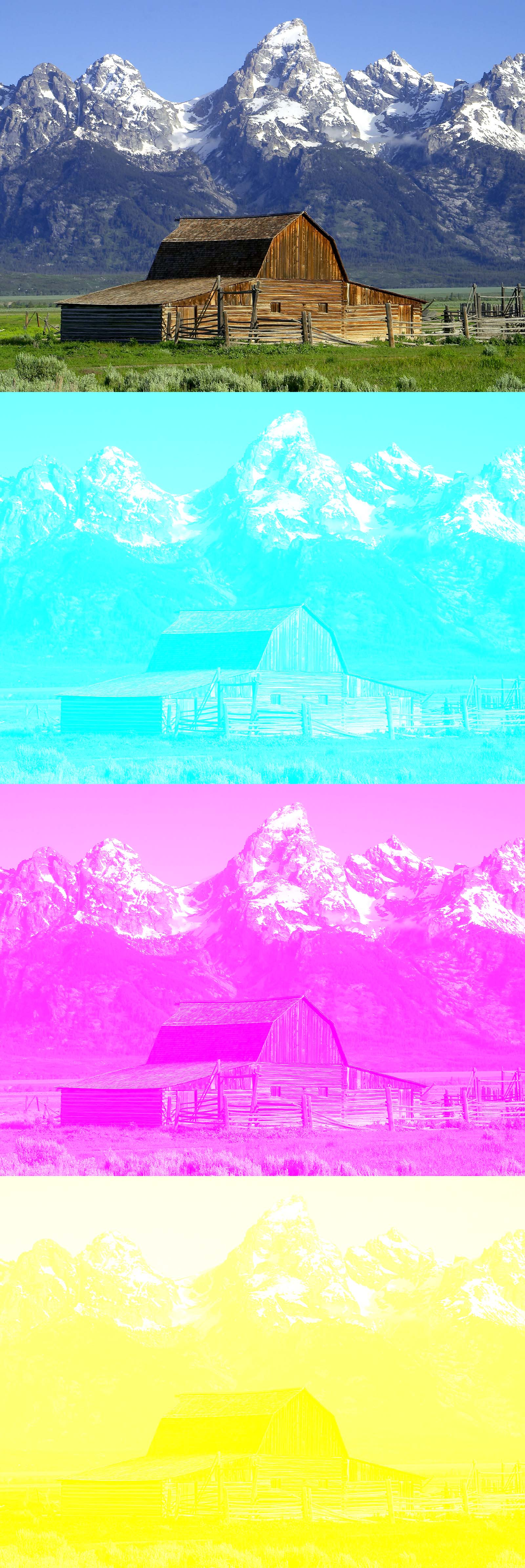
Usando únicamente los colores primarios del modelo CMY, una fotografía reproduce una imagen real con gran precisión.

En los sistemas de reproducción de color según la síntesis sustractiva, la cantidad de color de cada filtro puede variar del 0 % al 100 %. Cuanto mayor es la cantidad de color mayor es la absorción y menos la parte reflejada, si de un color no existe nada, de ese campo de radiaciones pasará todo. Por ello, a cada capa de color le corresponde modular un color sensación del órgano de la vista: al amarillo le corresponde modular el azul, al magenta el verde y al cian el rojo.
Así mezclando sobre un papel blanco cian al 100 % y magenta al 100 %, no dejarán pasar el color rojo y el verde con lo que el resultado es el color azul. De igual manera el magenta y el amarillo formaran el rojo, mientras el cian y el amarillo forman el verde. El azul, verde y rojo son colores secundarios en la síntesis sustractiva y son más oscuros que los primarios. En las mezclas sustractivas se parte de tres primarios claros y según se mezcla los nuevos colores se van oscureciendo, al mezclar estamos restando luz. Los tres primarios mezclados dan el negro.
La aplicación práctica de la síntesis sustractiva es la impresión en color, fotografía a color y la pintura.
|      |   |          |   |          |   |       |  |  |
|      |   | Cian     | + | Magenta  | = | Azul  |  |  |
|      |   | Magenta  | + | Amarillo | = | Rojo  |  |  |
|      |   | Cian     | + | Amarillo | = | Verde |  |  |
| Cian | + | Amarillo | + | Magenta  | = | Negro |  |  |
|      |   |          |   |          |   |       |  |  |

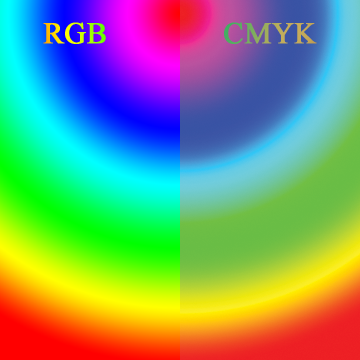
Comparación entre los modelos de color en un monitor de ordenador (RGB) y su reproducción en CMYK en el proceso de impresión, de forma aproximada.

En la impresión en color, las tintas que se usan principalmente como primarios son el cian, magenta y amarillo. Como se ha dicho, el cian es el opuesto al rojo, lo que significa que actúa como un filtro que absorbe dicho color. La cantidad de cian aplicada a un papel controlará cuanto rojo mostrará. Magenta es el opuesto al verde y amarillo el opuesto al azul. Con este conocimiento se puede afirmar que hay infinitas combinaciones posibles de colores. Así es como las reproducciones de ilustraciones son producidas en grandes cantidades, aunque por varias razones también suele usarse una tinta negra. Esta mezcla de cian, magenta, amarillo y negro se llama modelo de color CMYK. CMYK es un ejemplo de espacio de colores sustractivos, o una gama entera de espacios de color.
El origen de los nombres magenta y cian procede de las películas de color inventadas en 1936 por Agfa y Kodak. El color se reproducía mediante un sistema de tres películas, una sensible al amarillo, otro sensible a un rojo púrpura y una tercera a un azul claro. Estas casas comerciales decidieron dar el nombre de magenta al rojo púrpura y cian al azul claro. Estos nombres fueron admitidos como definitivos en la década de 1950 en las normas DIN que definieron los colores básicos de impresión.

## Círculo cromático
Aunque los dos extremos del espectro visible, el rojo y el violeta, son diferentes en longitud de onda, visualmente tienen algunas similitudes, Newton propuso que la banda recta de colores espectrales se distribuyese en una forma circular uniendo los extremos del espectro visible. Este fue el primer círculo cromático, un intento de fijar las similitudes y diferencias entre los distintos matices de color. Muchos estudiosos admitieron el círculo de Newton para explicar las relaciones entre los diferentes colores. Los colores que están juntos corresponden a longitud de onda similar.
Desde un punto de vista teórico un círculo cromático de doce colores estaría formado por los tres primarios, entre ellos se situarían los tres secundarios y entre cada secundario y primario el terciario que se origina de su unión. Así en actividades de síntesis aditiva, se pueden distribuir los tres primarios, rojo, verde y azul uniformemente separados en el círculo; en medio entre cada dos primarios, el secundario que forman ellos dos; entre cada primario y secundario se pondría el terciario que se origina en su mezcla. Así tenemos un círculo cromático de síntesis aditiva de doce colores. Se puede hacer lo mismo con los tres primarios de síntesis sustractiva y llegaríamos a un círculo cromático equivalente.
El círculo cromático suele representarse como una rueda dividida en doce partes. Los colores primarios se colocan de modo que uno de ellos esté en la porción superior central y los otros dos en la cuarta porción a partir de esta, de modo que si unimos los tres con unas líneas imaginarias formarían un triángulo equilátero con la base horizontal. Entre dos colores primarios se colocan tres tonos secundarios de modo que en la porción central entre ellos correspondería a una mezcla de cantidades iguales de ambos primarios y el color más cercano a cada primario sería la mezcla del secundario central más el primario adyacente.
Los círculos cromáticos actuales utilizados por los artistas se basan en el modelo CMY, si bien los colores primarios utilizados en pintura difieren de las tintas de proceso en imprenta en su intensidad. Los pigmentos utilizados en pintura, tanto en óleo como acrílico y otras técnicas pictóricas suelen ser el azul de ftalocianina (PB15 en notación Color Index) como cian, el magenta de quinacridona (PV19 en notación Color Index) y algún amarillo arilida o bien de cadmio que presente un tono amarillo neutro (existen varios pigmentos válidos o mezclas de ellos utilizables como primarios amarillos). Varias casas poseen juegos de colores primarios recomendados que suelen venderse juntos y reciben nombres especiales en los catálogos, tales como «azul primario» o «rojo primario» junto al «amarillo primario», pese a que ni el azul ni el rojo propiamente dichos son en realidad colores primarios según el modelo CMYK utilizado en la actualidad.
No obstante, como los propios nombres dados por los fabricantes a sus colores primarios evidencian, existe una tradición todavía anclada en el modelo RYB y que ocasionalmente se encuentra todavía en libros y en cursos orientados a aficionados a la pintura. Pero la enseñanza reglada, tanto en escuelas de arte como en la universidad, y los textos de referencia importantes ya han abandonado tal modelo hace décadas. La prueba la tenemos en los colores orientados a la enseñanza artística de diferentes fabricantes, que sin excepción utilizan un modelo de color basado en CMYK, que además de los tres colores primarios CMY incluyen negro y blanco como juego básico para el estudiante.
Al blanco y al negro se les llama colores neutros (por ser la presencia o ausencia total de luz). El negro y el blanco al combinarse forman el gris, el cual también es un color neutro; esto forma un círculo propio llamado "círculo cromático en escala de grises" o "círculo de grises".

### Colores complementarios u opuestos
En el círculo cromático se llaman colores complementarios o colores opuestos a los pares de colores ubicados diametralmente opuestos en la circunferencia, unidos por su diámetro. Al situar juntos y no mezclados colores complementarios el contraste que se logra es máximo.
La denominación complementario depende en gran medida del modelo de círculo cromático empleado. Así en el círculo cromático natural (sistemas RGB, CMY), el complementario del color verde es el color magenta, el del azul es el amarillo y del rojo el cian. En el círculo cromático tradicional (RYB), el amarillo es el complementario del violeta y el naranja el complementario del azul.
Hoy, los científicos saben que el conjunto correcto es el de los modelos RGB y CMY. En la teoría del color actual, dos colores se denominan complementarios si, al ser mezclados en una proporción dada el resultado de la mezcla es un color neutral (gris, blanco, o negro).

## Propiedades del color
- Matiz, tono o tonalidad: ubica una posición de un color dentro del círculo cromático, por lo que depende de la o las longitudes de onda.
- Saturación, colorido o pureza: depende de la distancia entre determinado color y la escala de grises; con la mayor saturación un color será más vivo, puro o colorido.
- Brillo, que según el modelo depende de la luminosidad o el valor: se da de acuerdo a la claridad u oscuridad del color, en donde el mínimo valor (cero) corresponde al negro y el máximo depende si se trata del modelo HSL (luminosidad) o HSV (valor), como se ve en la imagen.

El grado en que uno o dos de los tres colores primarios RGB (esta clasificación es referente a los colores básicos en la composición luminosa de una pantalla informática R=Red, G=Green, B=Blue, con los que se componen por medio de adición lumínica, distinta a la clasificación de los colores básicos o primarios de la pintura, en la que se mezclan por adición de pigmentos matéricos o físicos) predominan en un color. A medida que las cantidades de RGB se igualan, el color va perdiendo saturación hasta convertirse en gris o blanco.
Estas 3 propiedades combinadas entre sí son capaces de sintetizar toda la gama de colores existente, por un camino diferente del de la combinación de los colores primarios aditivos (RGB). Esto constituye la base de la síntesis del color de los modelos HSL y HSV.
La saturación bien entendida tiene que ver con la cantidad de materia que se aplica sobre una superficie, por ende saturar significa colmar una superficie con pigmento. El agregado de gris a los colores como forma de saturar no hace otra cosa que obtener un nuevo color producto de la mezcla. Puede probarse por experimentación. Por ende un color, inclusive al que se le agregara gris, puede saturar una superficie con mayor o menor efectividad dependiendo de la técnica utilizada y de la calidad de los materiales con los que se ha fabricado. Por ejemplo, la técnica de acuarela tiene menor capacidad para saturar que la del acrílico.

## Modelos de color

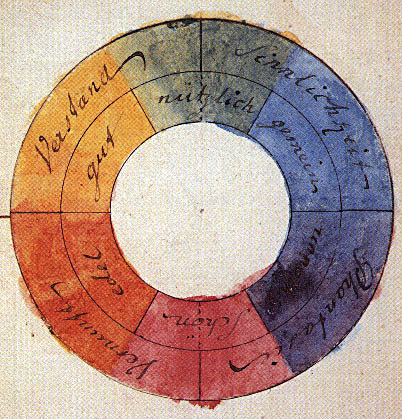
Ilustración de la Teoría de los colores del poeta y científico alemán Johann Wolfgang von Goethe, 1809.

En su libro Teoría de los colores, el poeta y científico alemán Johann Wolfgang von Goethe propuso un círculo de color simétrico, el cual comprende el establecido por el matemático y físico inglés Isaac Newton y los espectros complementarios. En contraste, el círculo de color de Newton, con siete ángulos de color desiguales y subtendidos, no exponía la simetría y la complementariedad que Goethe consideró como característica esencial del color. Para Newton, sólo los colores espectrales podían considerarse como fundamentales. El enfoque más empírico de Goethe le permitió admitir el papel esencial del color magenta, que no es espectral, en un círculo de color. Posteriormente, los estudios de la percepción del color definieron el estándar CIE 1931, el cual es un modelo perceptual que permite representar colores primarios con precisión y convertirlos a cada modelo de color de forma apropiada.

### Teoría de Wilhelm Ostwald
La teoría del color propuesta por el químico y filósofo alemán Wilhelm Ostwald consta de cuatro sensaciones cromáticas elementales (amarillo, rojo, azul y verde) y dos sensaciones acromáticas intermedias.

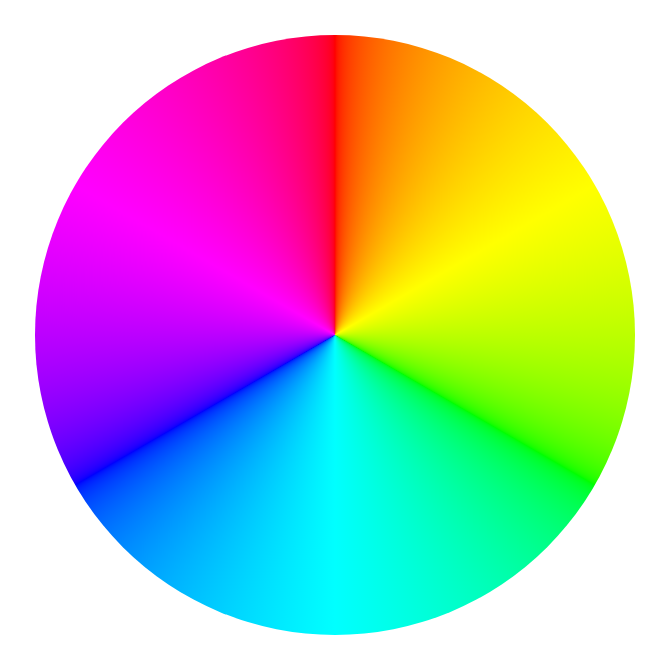
Círculo cromático natural gradiente, (válido tanto para el modelo CMY(K) como para el RGB)

Un espacio de color define un modelo de composición del color. Por lo general un espacio de color lo define una base de N vectores (por ejemplo, el espacio RGB lo forman 3 vectores: rojo, verde y azul), cuya combinación lineal genera todo el espacio de color. Los espacios de color más generales intentan englobar la mayor cantidad posible de los colores visibles por el ojo humano, aunque existen espacios de color que intentan aislar tan solo un subconjunto de ellos.
'Existen espacios o modelos de color de:'
- Una dimensión: escala de grises, escala Jet, etc.
- Dos dimensiones: sub-espacio rg, sub-espacio xy, etc.
- Tres dimensiones: espacio RGB, HSV, YCbCr, YUV, YI'Q', etc.
- Cuatro dimensiones: espacio CMYK.

De los cuales, los espacios de color de tres dimensiones son los más extendidos y los más utilizados. Entonces, un color se especifica usando tres coordenadas, o atributos, que representan su posición dentro de un espacio de color específico. Estas coordenadas no nos dicen cuál es el color, sino que muestran dónde se encuentra un color dentro de un espacio de color en particular.

## Representación de los colores
Para representar y cuantificar cada color se usan diferentes modelos:

### Modelo RGB

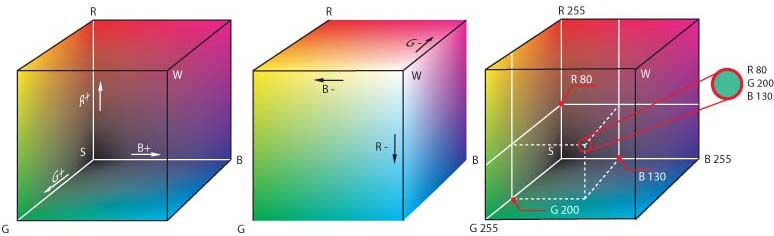
Cubo de color RGB

En la síntesis aditiva usada en pantallas y monitores, el modelo de color RGB (del inglés Red-rojo, Green-verde, Blue-azul), cada color se representa mediante la mezcla de los tres colores luz primarios, en términos de intensidad de cada color primario con que se forma. Para indicar con qué proporción mezclamos cada color, se asigna un valor a cada uno de los colores primarios, de manera que el valor 0 significa que no interviene en la mezcla y la intensidad de cada una de las componentes se mide según una escala que va del 0 al 255 (cada píxel 16x16=256). Por lo tanto, el rojo se obtiene con (255,0,0), el verde con (0,255,0) y el azul con (0,0,255). La ausencia de color —lo que conocemos como color negro— se obtiene cuando los tres componentes son 0, (0,0,0). La combinación de dos colores a nivel máximo, 255, con un tercero en nivel 0 da lugar a los tres colores secundarios. De esta forma el amarillo es (255,255,0), el cian (0,255,255) y el magenta (255,0,255). El color blanco se forma con los tres colores primarios a su máximo nivel (255,255,255).
Se debe tener en cuenta que solamente con unos colores «primarios» ficticios se pueden llegar a conseguir todos los colores posibles. Estos colores primarios son conceptos idealizados utilizados en modelos de color matemáticos que no representan las sensaciones de color reales o incluso los impulsos nerviosos reales o procesos cerebrales. En otras palabras, todos los colores «primarios» perfectos son completamente imaginarios, lo que implica que todos los colores primarios que se utilizan en las mezclas son incompletos o imperfectos.
Existe también el espacio derivado RGBA, que añade el canal alfa (de transparencia) al espacio RGB original.

### Modelo RYB

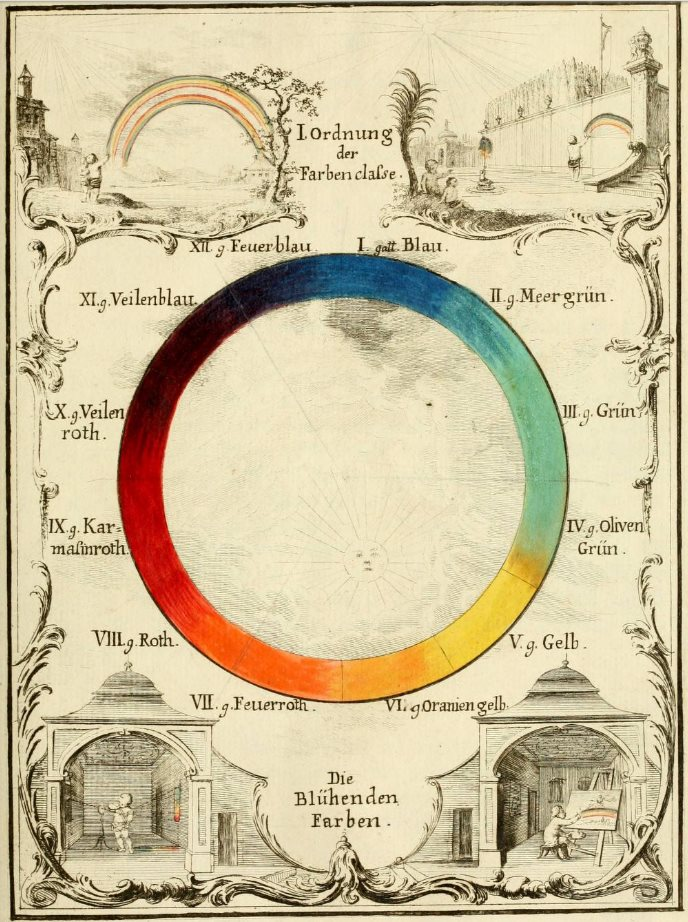
Círculo cromático de Ignaz Schiffermüller, 1772, a partir de los primarios azul, amarillo y rojo carmín.

En el modelo de color RYB, el rojo, el amarillo y el azul se consideran colores primarios, y en teoría, el resto de colores puros (color materia) puede ser creados mezclando pintura roja, amarilla y azul. A pesar de su obsolescencia e imprecisión, mucha gente aprende algo sobre este modelo en los estudios de educación primaria, mezclando pintura o lápices de colores con estos colores primarios.
Este modelo tradicional es aún utilizado en general en conceptos de arte y pintura tradicionales, pero ha sido totalmente dejado de lado en la mezcla industrial de pigmentos de pintura. Aun siendo usado como guía para la mezcla de pigmentos, el modelo tradicional no representa con precisión los colores que resultan de mezclar los tres colores tradicional primarios, puesto que el azul y el rojo son tonalidades verdaderamente secundarias. A pesar de la imprecisión de este modelo –su corrección es el  modelo CMYK–, se sigue utilizando en las artes visuales, el diseño gráfico y otras disciplinas afines, por tradición del modelo original de Goethe de 1810 y otros autores anteriores.

### Modelo HTML
El sistema de representación de colores HTML, también de síntesis aditiva, usado en las páginas web, se descompone también de la misma forma en los tres colores primarios aditivos: Rojo-Verde-Azul. La intensidad de cada una de las componentes se mide también en una escala que va del 0 al 255. Sin embargo utiliza la numeración hexadecimal, lo que le permite representar el número 255 en base decimal con solo dos dígitos en base hexadecimal. En el sistema de codificación hexadecimal, además de los números del 0 al 9 se utilizan seis letras con un valor numérico equivalente; a=10, b=11, c=12, d=13, e=14 y f=15. La correspondencia entre la numeración hexadecimal y la decimal u ordinaria viene dada por la siguiente fórmula:
decimal = primera cifra hexadecimal * 16 + segunda cifra hexadecimal
La intensidad máxima es ff, que se corresponde con (15*16)+15= 255 en decimal, y la nula es 00, también 0 en decimal. De esta manera, cualquier color queda definido por tres pares de dígitos.

### Modelo CMYK

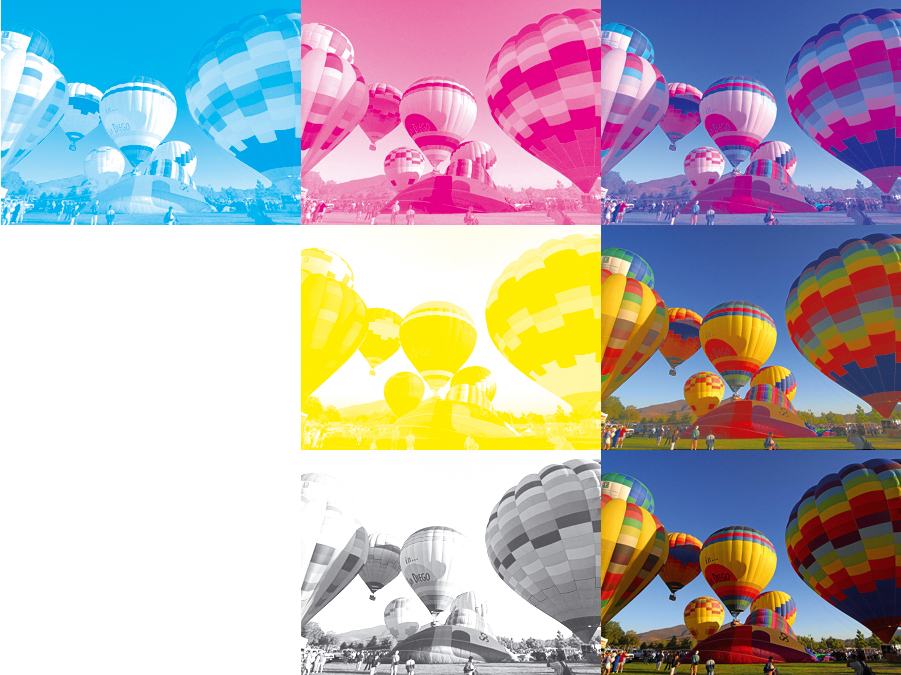
Proceso de formación de una imagen en color sobre papel blanco en el Modelo de color CMYK sumando los tres colores primarios sustractivos cian, magenta, amarillo más la tinta negra. En la primera fila se ve la parte de cian, la parte de magenta y al final el resultado de sumar las partes de cian y magenta. En la segunda fila se ve la parte de amarillo y el resultado de sumar las partes de cian, magenta y amarillo. En la tercera fila, se ve la parte de negro y el resultado de sumar las partes de cian, magenta, amarillo y negro.

CMY trabaja mediante la absorción de la luz (colores secundarios).

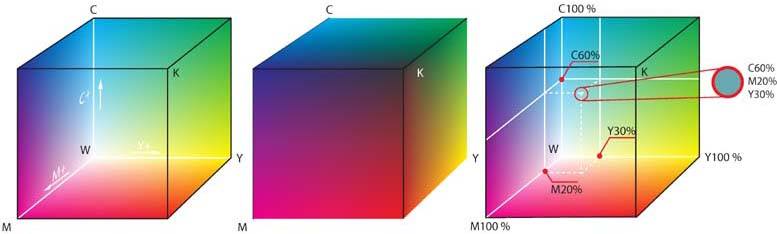
Representación de los colores CMYK

En la mezcla sustractiva en la impresión de colores se utiliza el modelo de color CMYK (acrónimo de Cyan, Magenta, Yellow-amarillo y Key-negro). La mezcla de colores CMY es sustractiva y al imprimir conjuntamente cian, magenta y amarillo sobre fondo blanco resulta el color negro. Por varias razones, el negro generado al mezclar los colores primarios sustractivos no es adecuado y se emplea también la tinta negra como color inicial además de los tres colores primarios sustractivos amarillo, magenta y cian. El modelo CMYK se basa en la absorción de la luz por un objeto: el color que presenta un objeto corresponde a la parte de la luz que incide sobre este y se refleja no siendo absorbida por el objeto, en este caso el papel blanco.
Los colores que se ven son la parte de luz que no es absorbida. En CMY, magenta más amarillo producen rojo, magenta más cian producen azul, cian más amarillo generan verde y la combinación de cian, magenta y amarillo forman negro.
El negro generado por la mezcla de colores primarios sustractivos no es tan denso como el color negro puro (uno que absorbe todo el espectro visible). Es por esto que al CMY original se ha añadido un canal clave (key), que normalmente es el canal negro (black), para formar el espacio CMYK o CMYB. Actualmente las impresoras de cuatro colores utilizan un cartucho negro además de los colores primarios de este espacio, lo cual genera un mejor contraste. Sin embargo el color que una persona ve en una pantalla de computador difiere del mismo color en una impresora, debido a que los modelos RGB y CMY son distintos. El color en RGB está hecho por la reflexión o emisión de luz, mientras que el CMY, mediante la absorción de ésta.

### Modelo YIQ
Fue una recodificación de color realizada para la norma de televisión cromática estadounidense NTSC, que debía ser compatible con la televisión en blanco y negro. Los nombres de los componentes de este modelo son Y por luminancia (luminance), I fase (in-phase) y Q cuadratura (quadrature). La primera es la señal monocromática de la televisión en blanco y negro y las dos últimas generan el tinte y saturación del color. Los parámetros I y Q son nombrados en relación con el método de modulación utilizado para codificar la señal portadora. Los valores de las señales RGB son sumados para producir una única señal Y’ que representa la iluminación o brillo general de un punto en particular. La señal I es creada al restar el Y' de la señal azul de los valores RGB originales y luego el Q se realiza restando la señal Y' del rojo.

### Modelos HSV y HSL
Son modelos de síntesis aditiva basados en las propiedades del color. Sus códigos son coordenadas cilíndricas que se desarrollaron en los años 1970 para la computación gráfica y se usa hoy para la edición digital de imágenes. Los parámetros son H=matiz o tono (del inglés hue), S=saturación (saturation), V=valor (value) y L=luminosidad (lightness). Se pueden representar geométricamente mediante conos, cilindros o cubos, y su numeración es la siguiente:
| Modelos                                                         | HSV                                         | HSL                                                       |
| Matiz: tonos del círculo cromático, iniciando del rojo          | de 0° a 360°                                | de 0 a 360° (o de 0 a 239)                                |
| Saturación: grado de colorido, iniciando de la escala de grises | de 0 a 100 %                                | de 0 a 100 % (o de 0 a 240)                               |
| Brillo o claridad, iniciando del negro                          | valor de 0 % (negro) a 100 % (vivo o claro) | luminosidad de 0 (negro) a 100 % (blanco), (o de 0 a 240) |

#### Modelo HSV

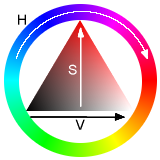
Ejes HSV

Es un espacio cilíndrico, pero normalmente asociado a un cono o cono hexagonal, debido a que es un subconjunto visible del espacio original con valores válidos de RGB.
- Matiz (Hue): se refiere a la frecuencia dominante del color dentro del espectro visible. Es la percepción de un tipo de color, normalmente la que uno distingue en un arcoíris, es decir, es la sensación humana de acuerdo a la cual un área parece similar a otra o cuando existe un tipo de longitud de onda dominante. Incrementa su valor mientras nos movemos de forma antihoraria en el cono, con el rojo en el ángulo 0.

- Saturación (Saturation): se refiere a la cantidad del color o a la «pureza» de éste. Va de un color «claro» a un color más vivo (azul cielo – azul oscuro). También se puede considerar como la mezcla de un color con blanco o gris.

- Valor (Value): es la intensidad de luz de un color. Dicho de otra manera, es la cantidad de blanco o de negro que posee un color.

## Efecto de los colores en los estados de ánimo de las personas
El uso de ciertos colores impacta gradualmente en el estado de ánimo de las personas, muchos de ellos son utilizados con esa intención en lugares específicos, por ejemplo en los restaurantes es muy común que se utilice decoración de color naranja ya que abre el apetito, en los hospitales se usa colores neutros para dar tranquilidad a los pacientes, y para las entrevistas de trabajo es recomendable llevar ropa de colores oscuros, ya que da la impresión de ser una persona responsable y dedicada; así como los colores en la ropa nos pueden favorecer y hacer lucir el rostro más radiantes o más opacos; estos son algunos ejemplos de la relación entre los colores y las emociones.[cita requerida]
- Colores análogos: Se utilizan de manera adjunta y producen una sensación de armonía.
- Colores complementarios: Cuando son usados producen un efecto de agresividad, provocado por el máximo contraste al utilizarlos juntos.
- Colores monocromáticos: Al utilizarlos producen una sensación de unidad y estabilidad se pueden usar con diferente intensidad (más claro o más oscuro) esto va a depender de la luz.

## Galería de colores

### Colores elementales
Los ocho colores elementales corresponden a las ocho posibilidades extremas de percepción del órgano de la vista. Las posibilidades últimas de sensibilidad de color que es capaz de captar el ojo humano. Estos resultan de las combinaciones que pueden realizar los tres tipos de conos del ojo, o lo que es lo mismo las posibilidades que ofrecen de combinarse los tres primarios. Estas ocho posibilidades son los tres colores primarios, los tres secundarios que resultan de la combinación de dos primarios, más los dos colores acromáticos, el blanco que es percibido como la combinación de los tres primarios (síntesis aditiva: colores luz) y el negro es la ausencia de los tres.
|      |       |      |          |      |         |        |       |  |  |
| Rojo | Verde | Azul | Amarillo | Cian | Magenta | Blanco | Negro |  |  |
|      |       |      |          |      |         |        |       |  |  |

Por tanto, colores tradicionales como el violeta, el naranja o el marrón no son colores elementales.

### Colores y pigmentos tradicionales
Cada color determinado está originado por una mezcla o combinación de diversas longitudes de onda. El matiz es la cualidad que permite diferenciar un color de otro: permite clasificarlo en términos de rojizo, verdoso, azulado, etc. Se refiere a la ligera variación que existe entre un color y el color contiguo en el círculo cromático (o dicho de otra forma la ligera variación en el espectro visible). Así un verde azulado o a un verde amarillo son matices del verde cuando la longitud de onda dominante en la mezcla de longitudes de onda es la que corresponde al verde, y hablaremos de un matiz del azul cuando tenemos un azul verdoso o un azul magenta donde la longitud de onda dominante de la mezcla corresponda al azul.

### Colores en la naturaleza

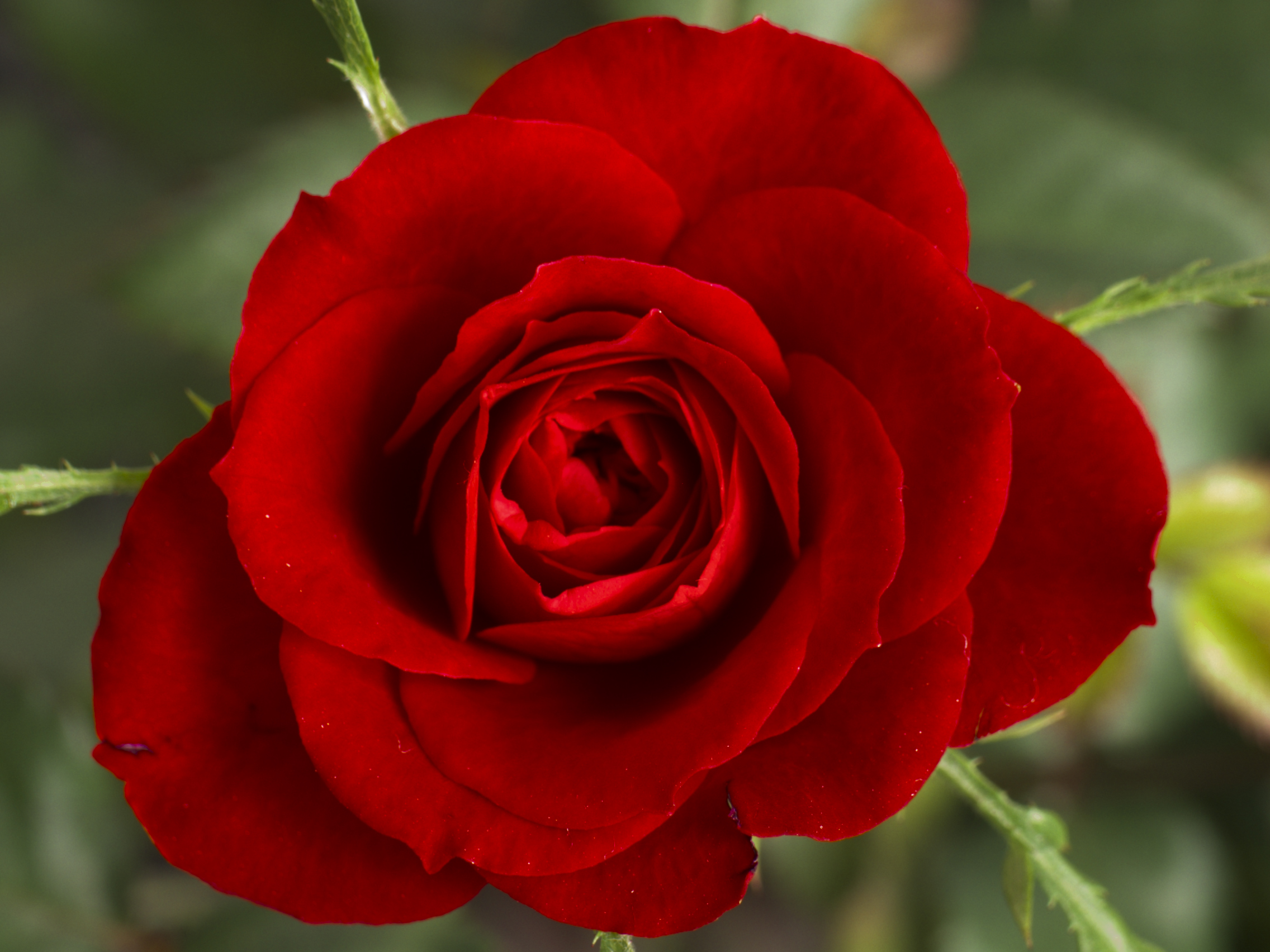
Color rojo de una rosa
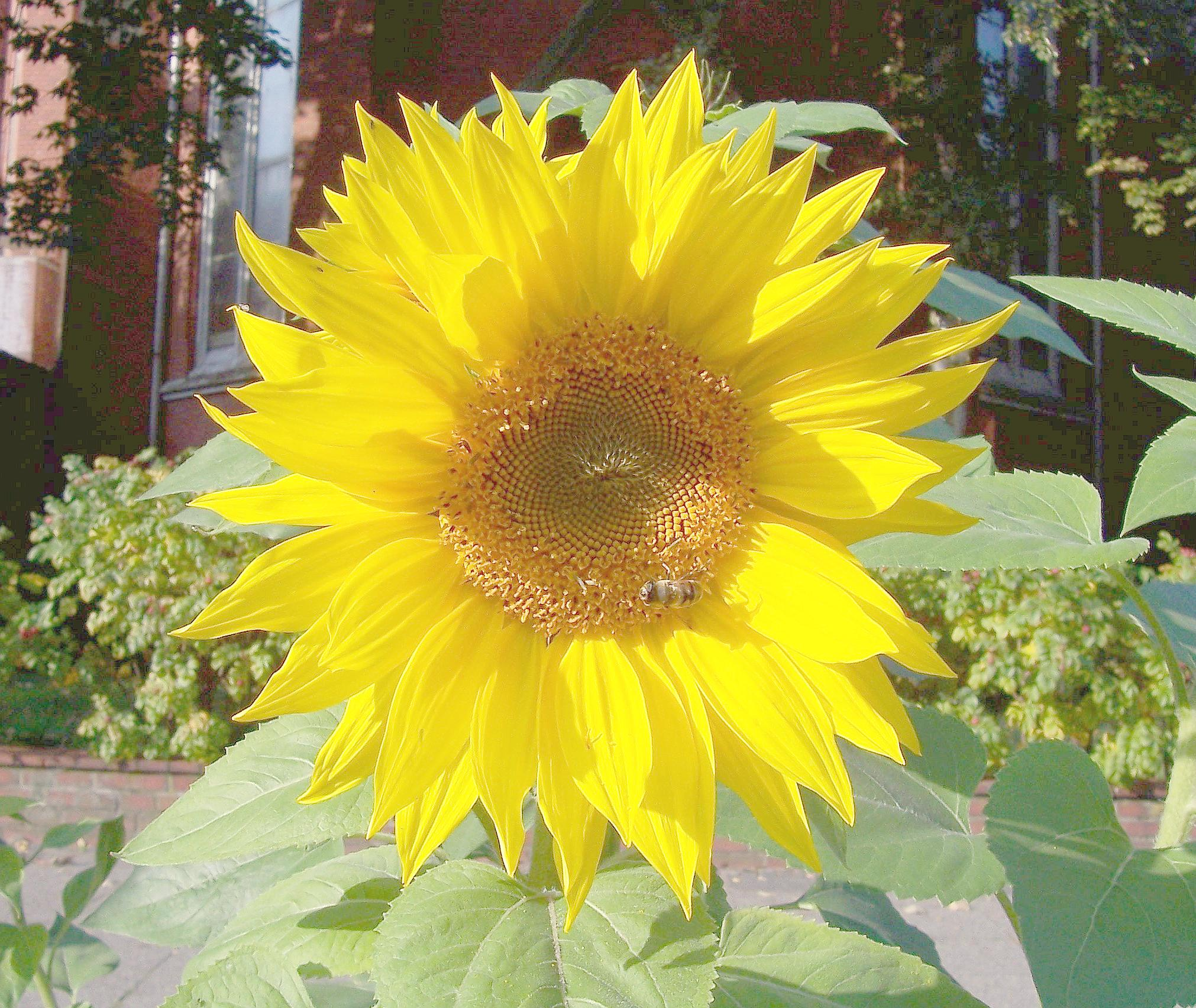
El amarillo del girasol
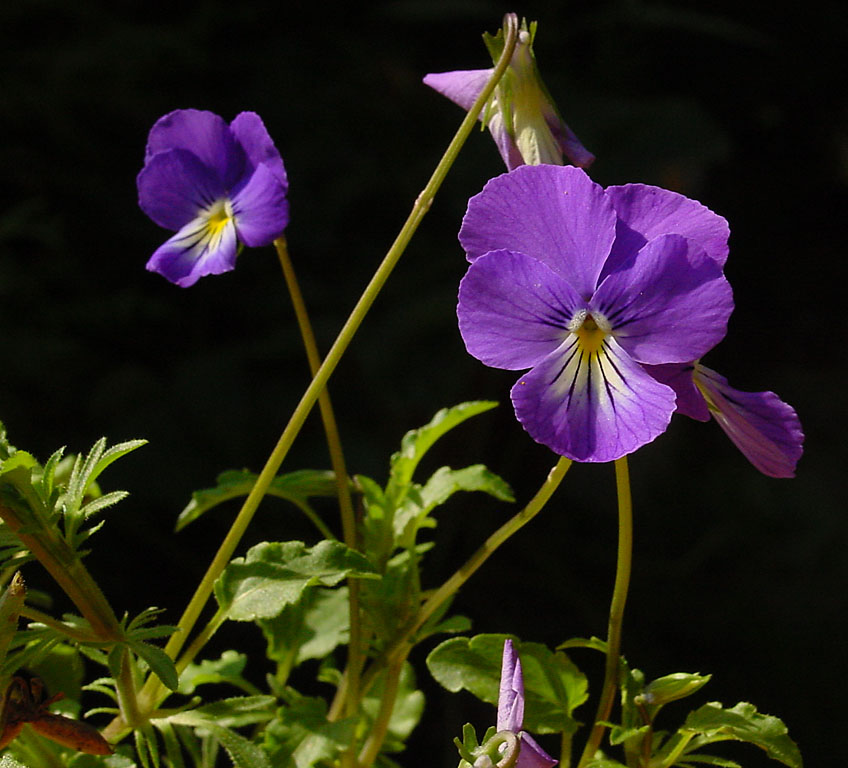
Violeta de unas violetas
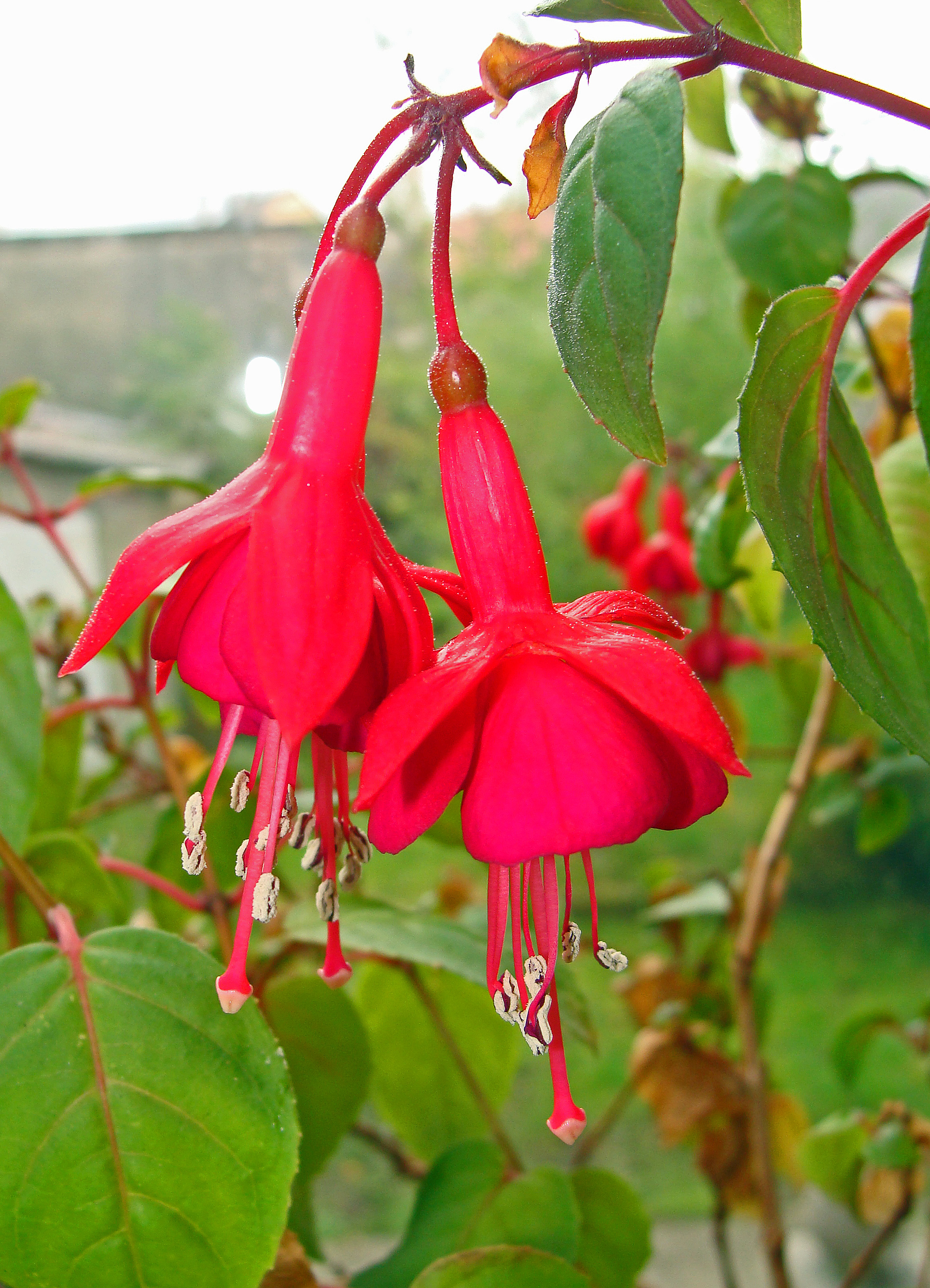
Fucsia en unas fucsias
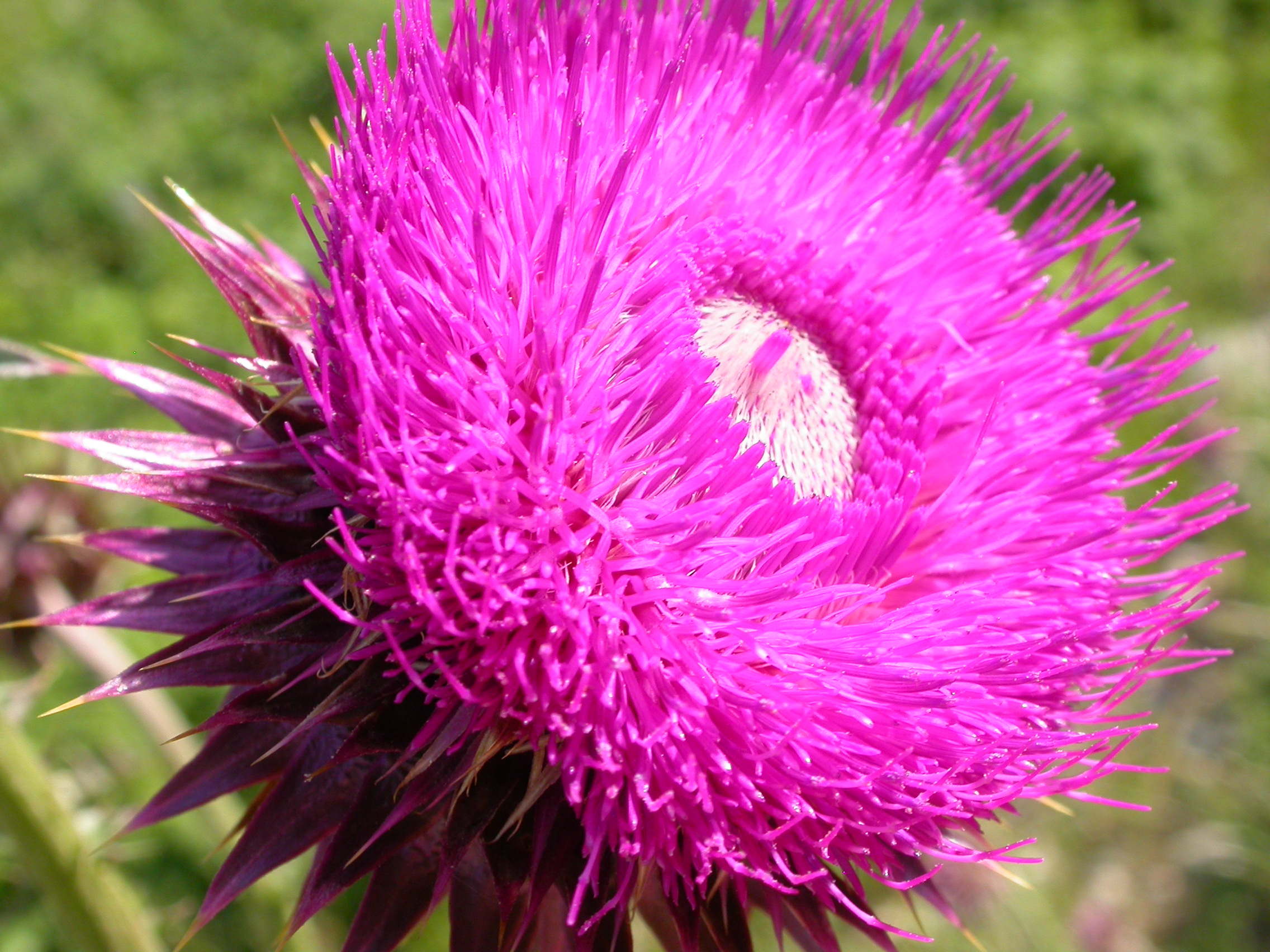
Color magenta de un cardo
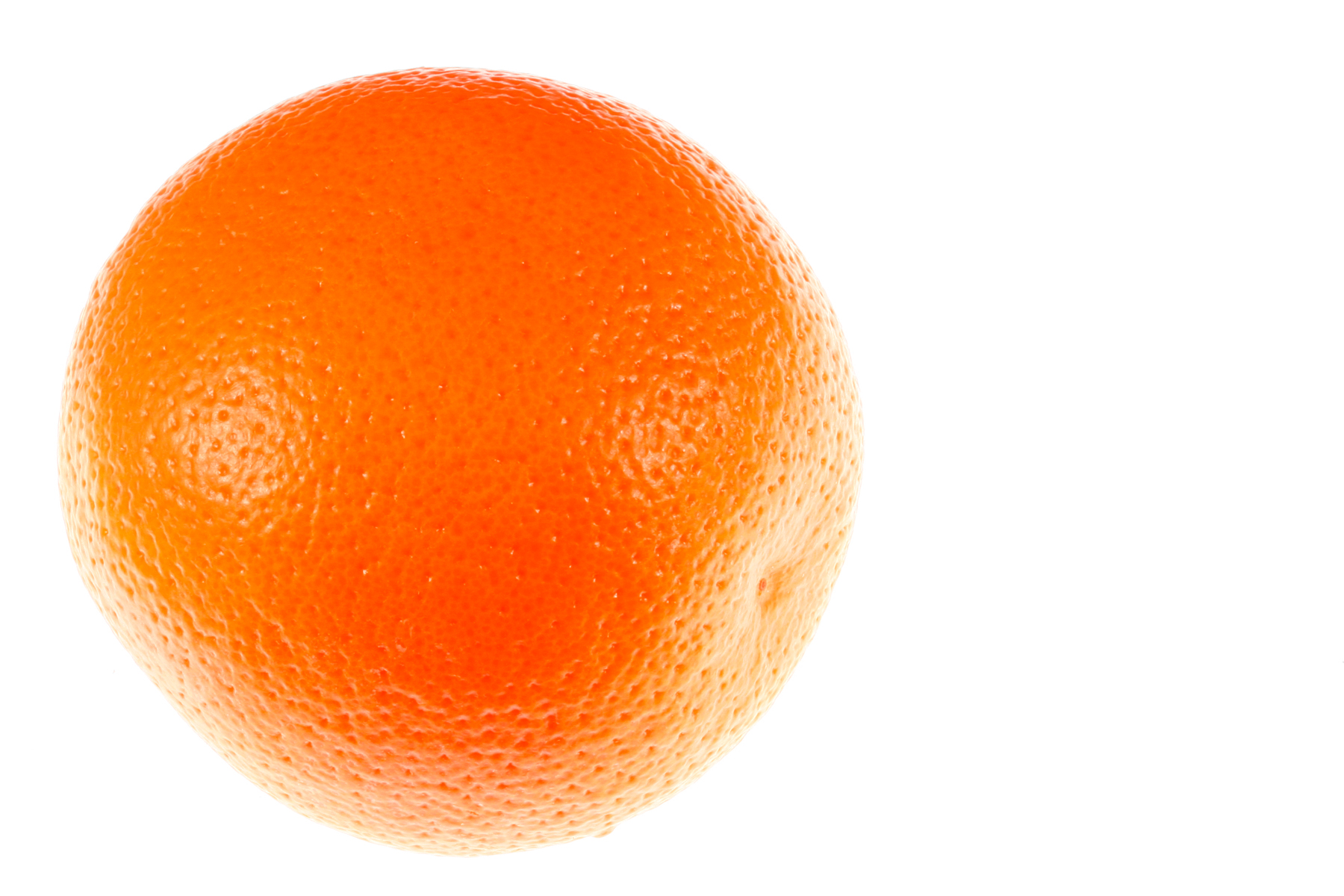
Naranja de la fruta homónima naranja
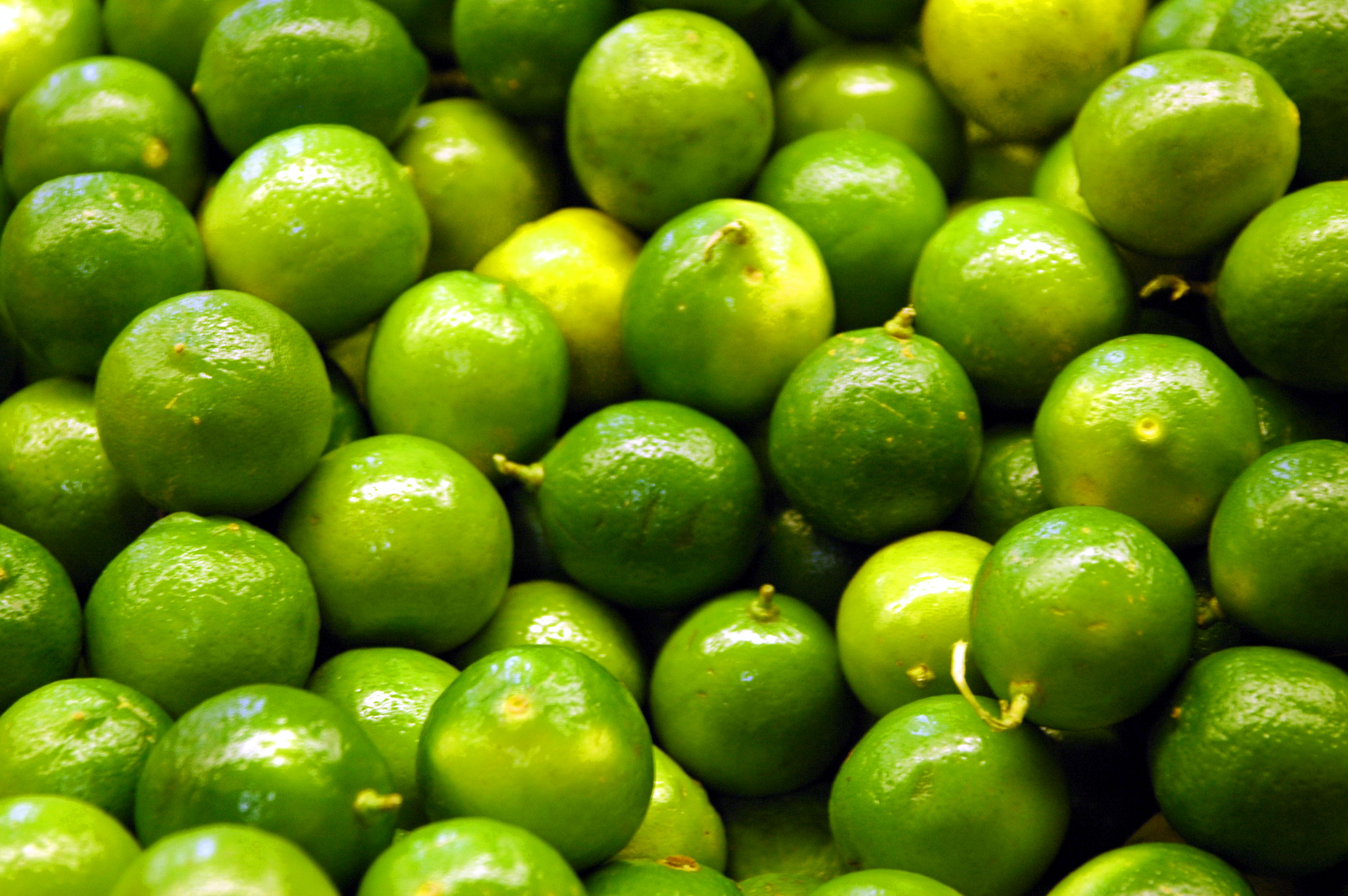
Color lima en limas o limones
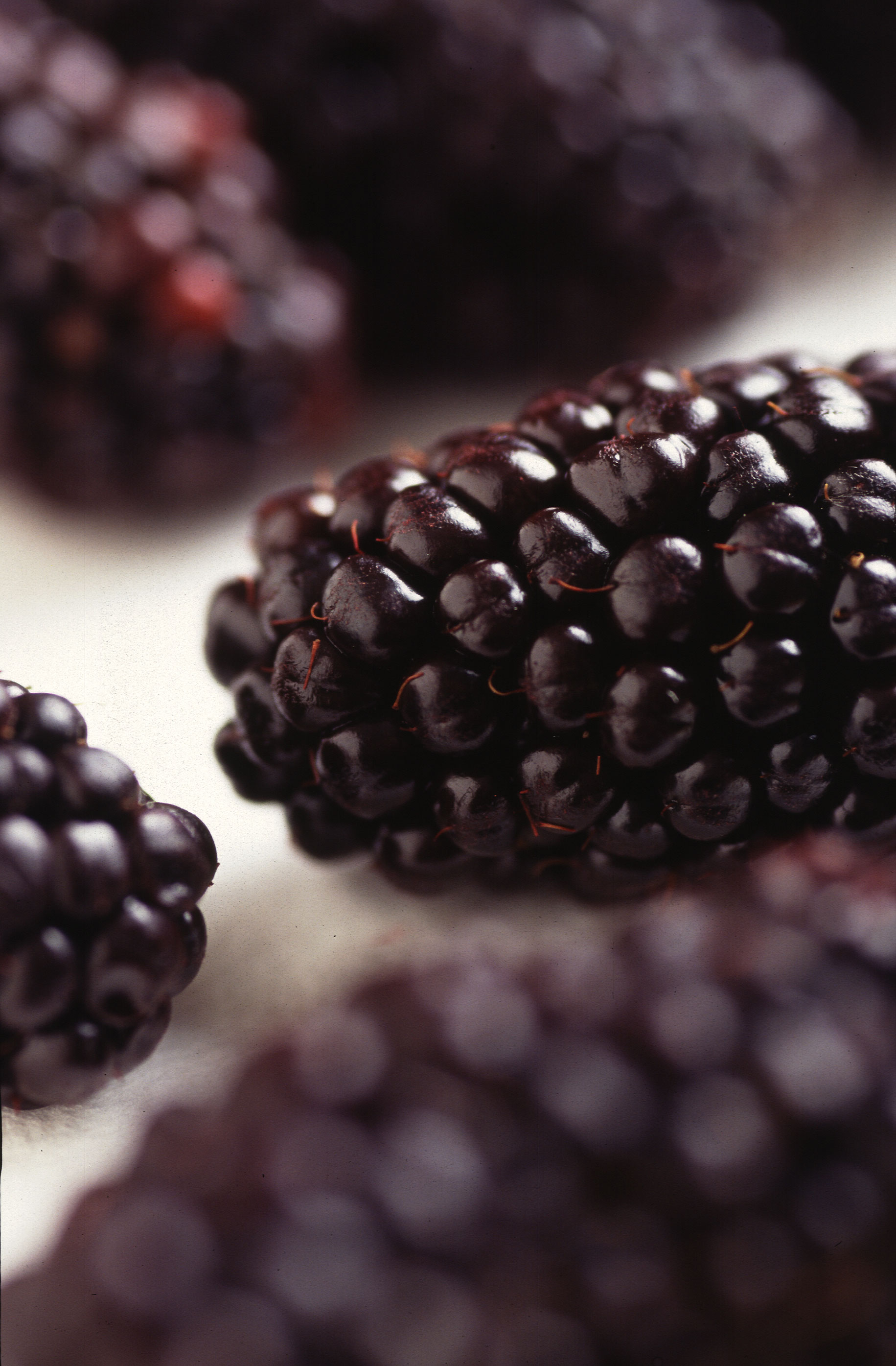
El color de la mora es un referente del morado
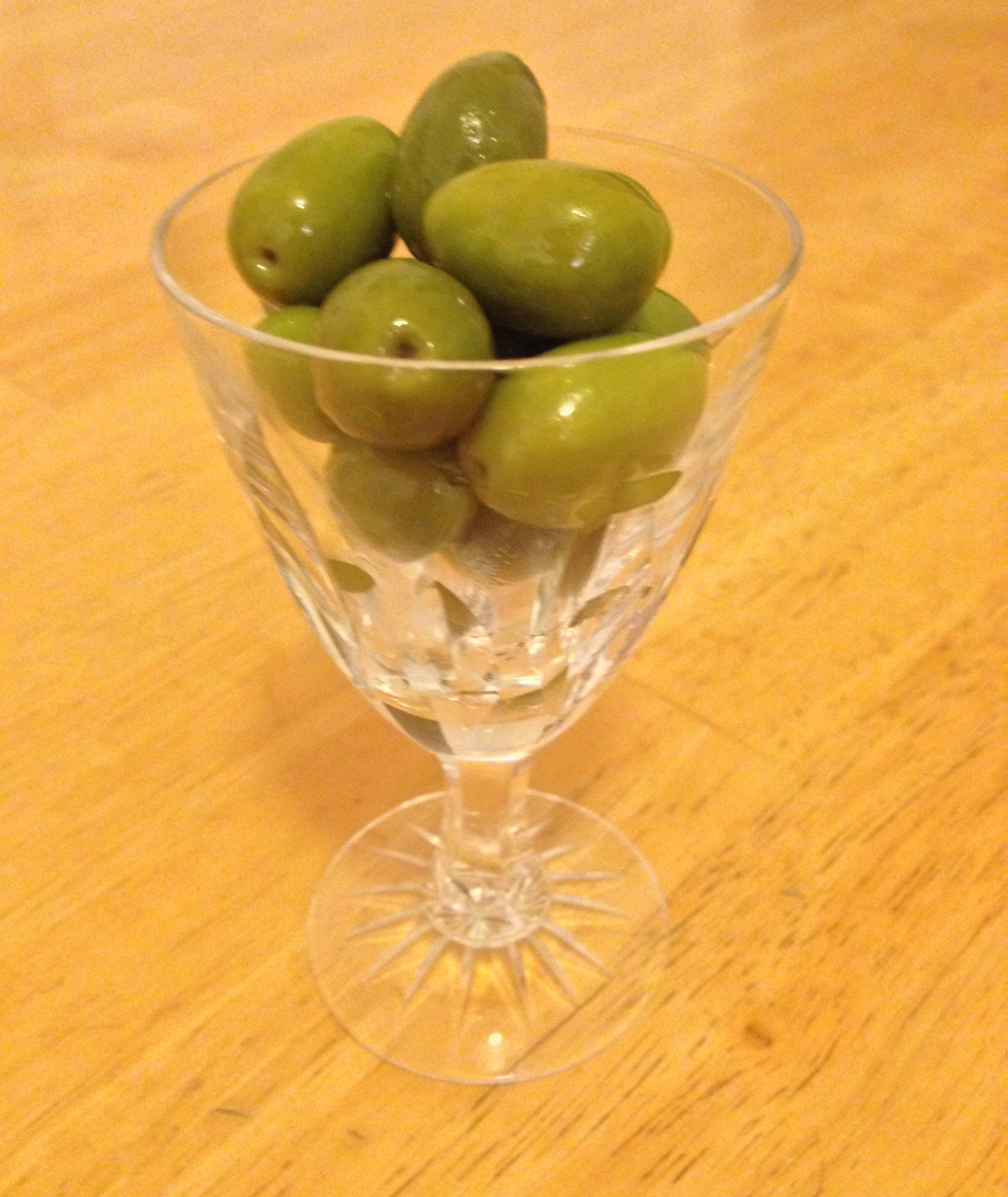
Color oliva de unas olivas
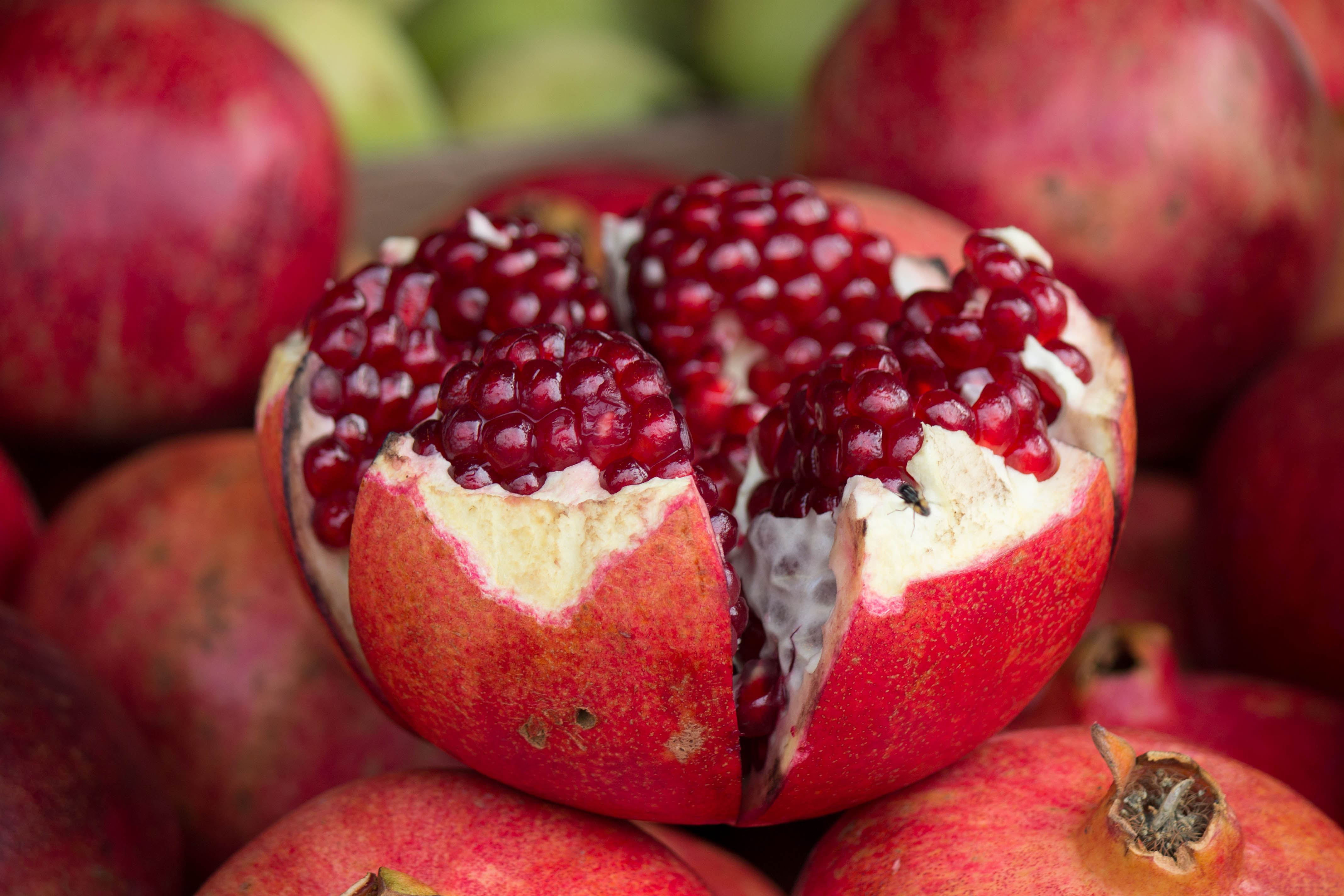
Granate dentro de una granada
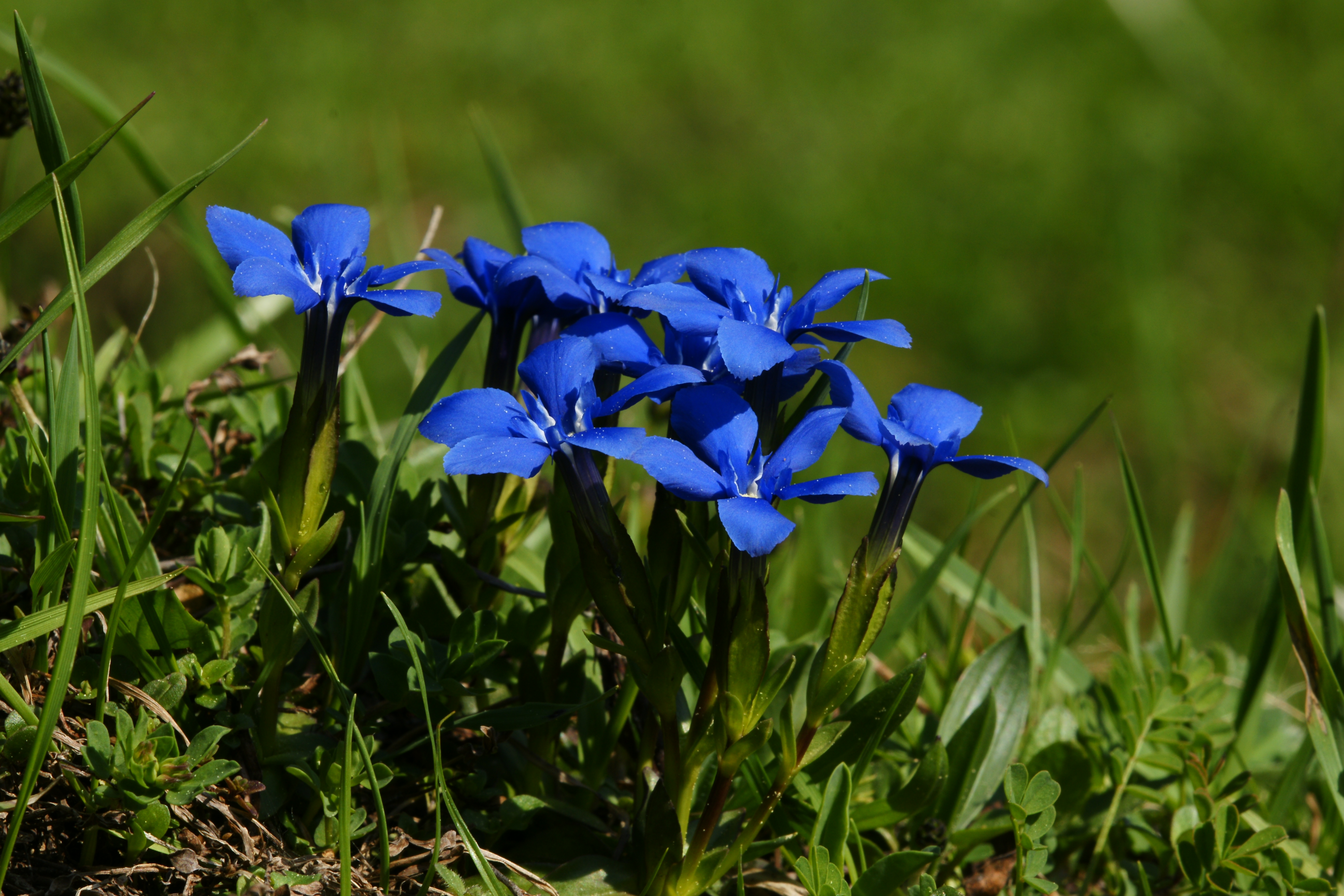
El azul de unas gitanillas
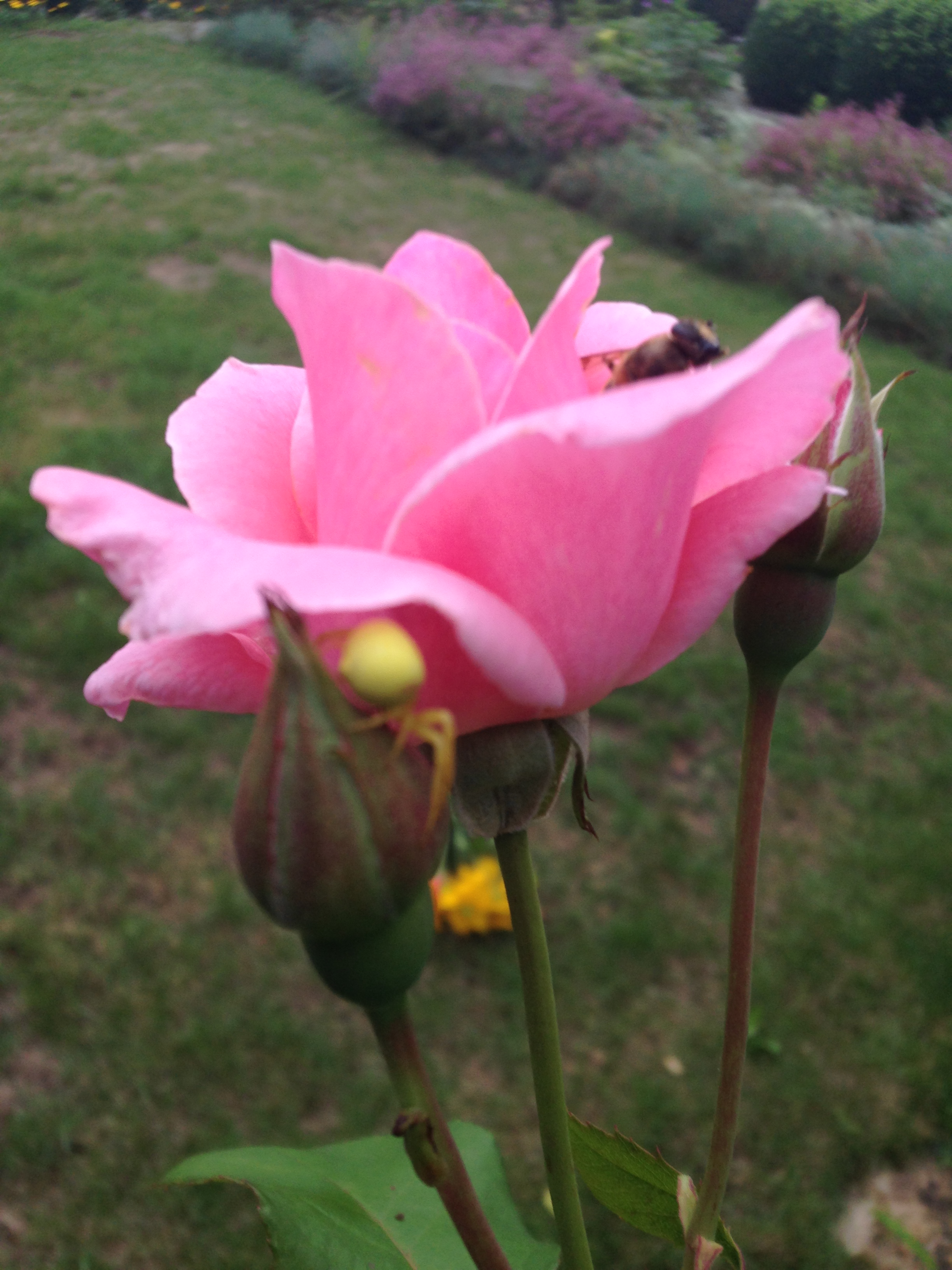
Color rosa de una rosa
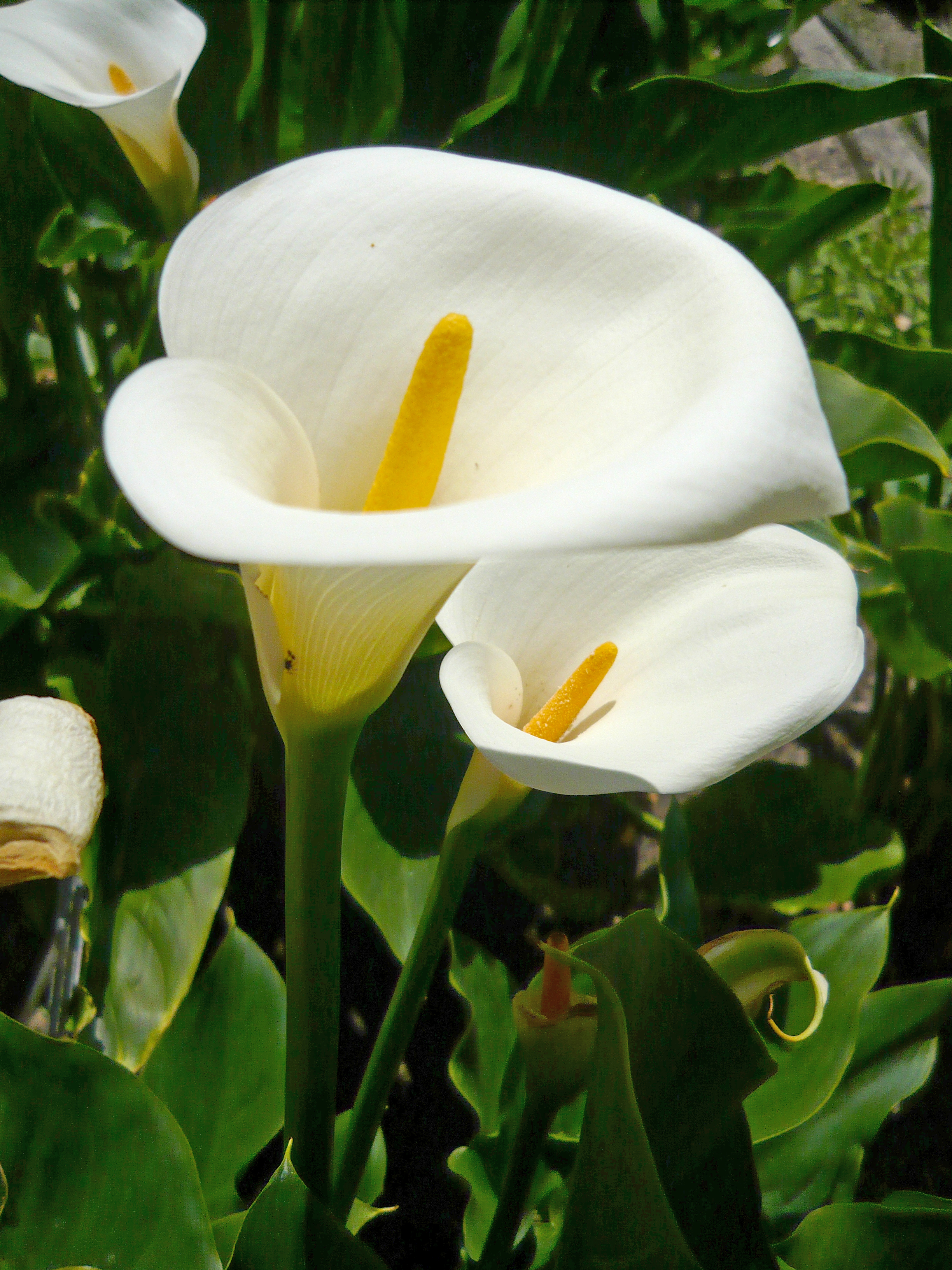
El blanco de los cartuchos
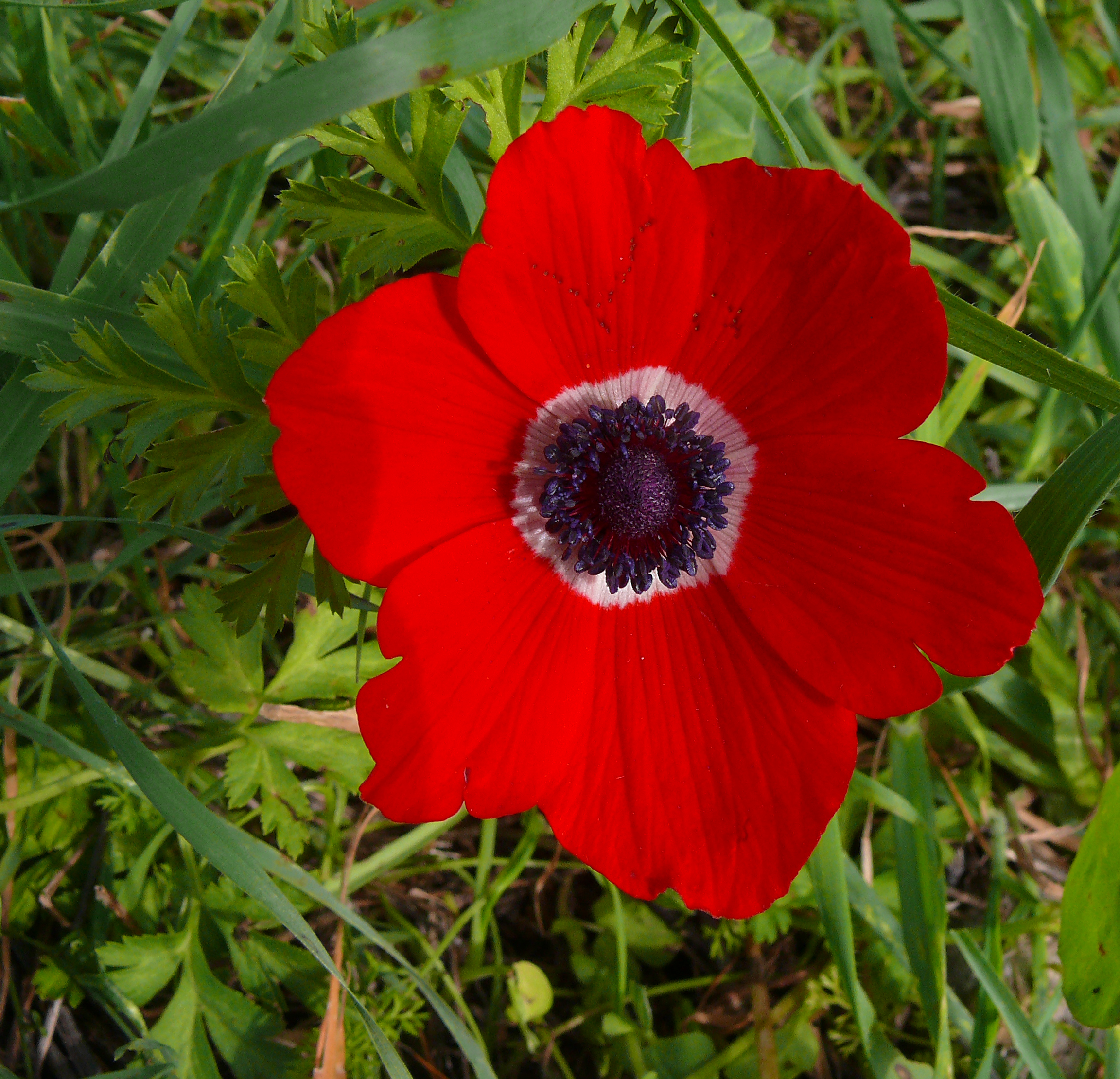
Rojo vivo de una anémona
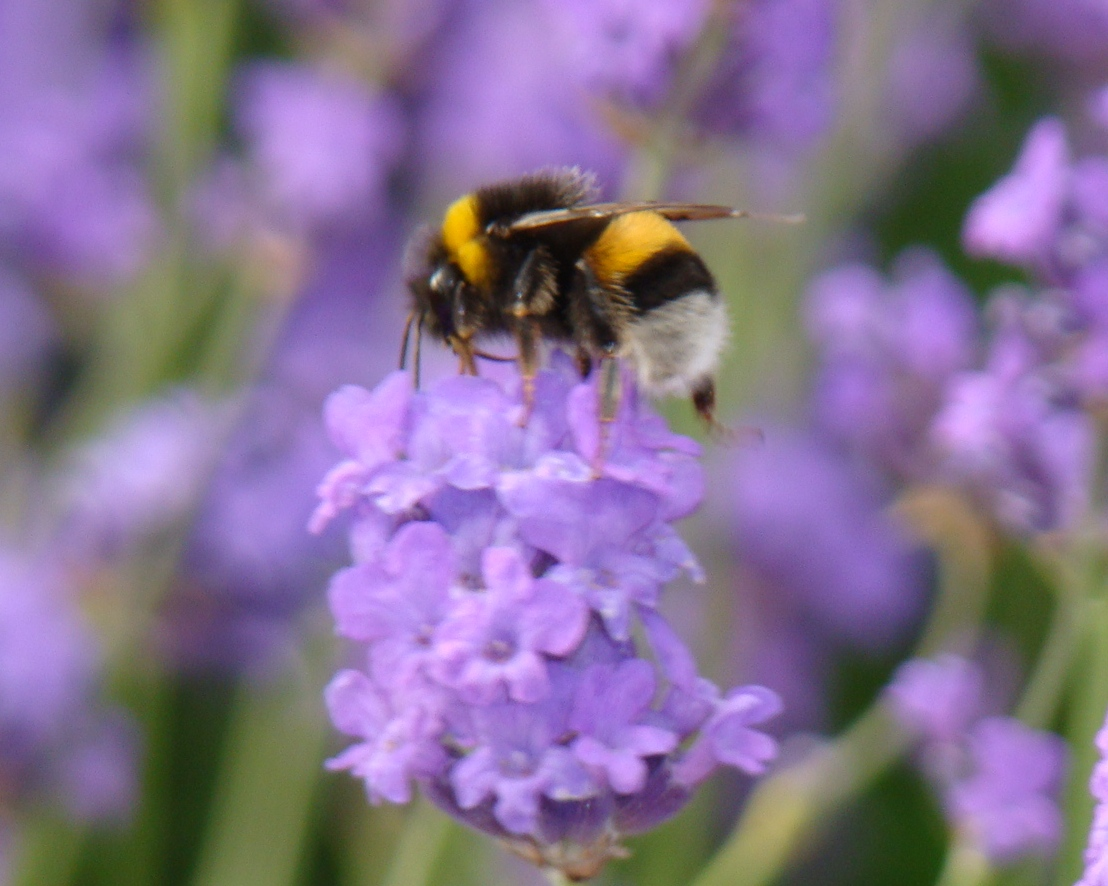
Color lavanda de una lavanda
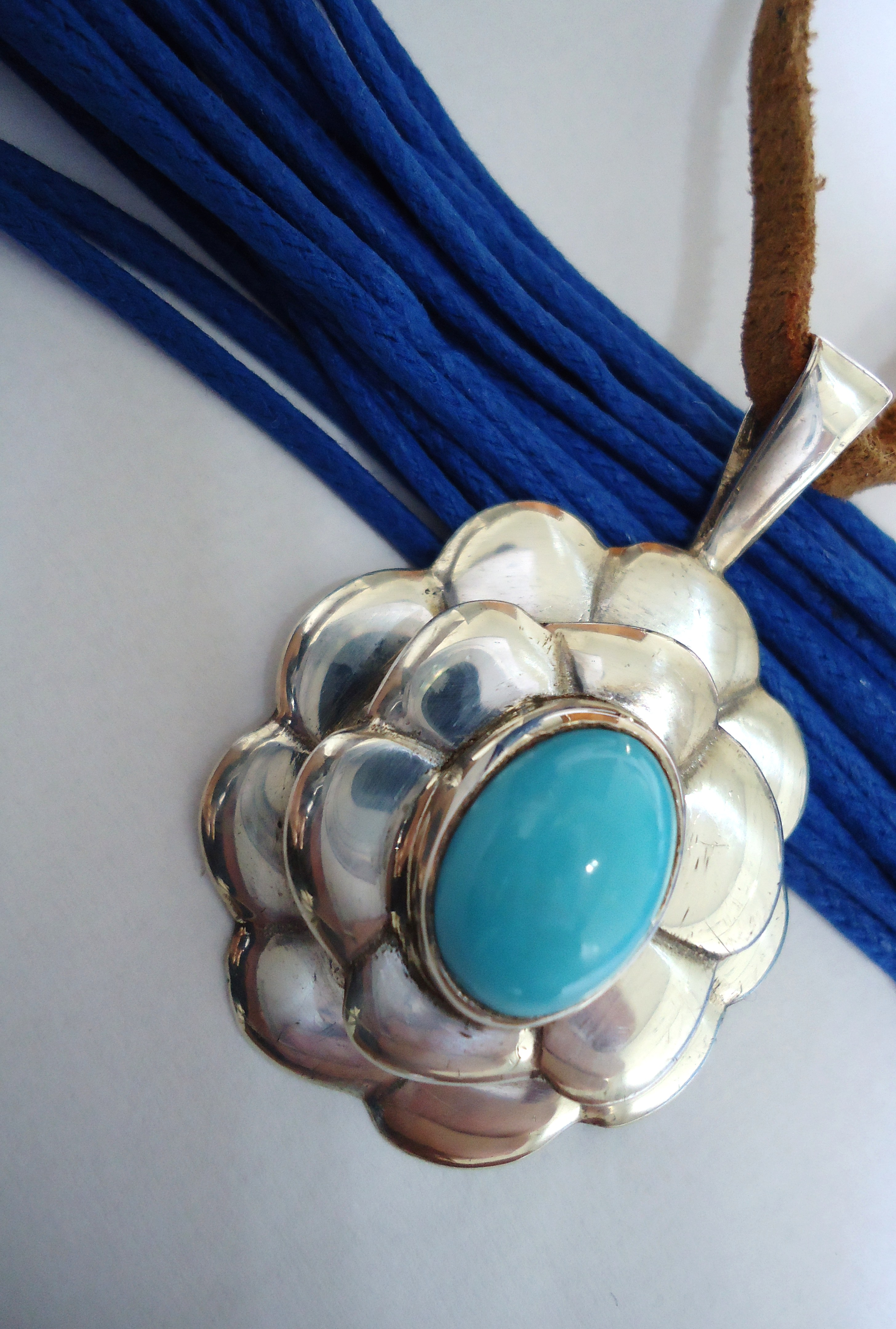
Colores turquesa y plata en la turquesa y la plata
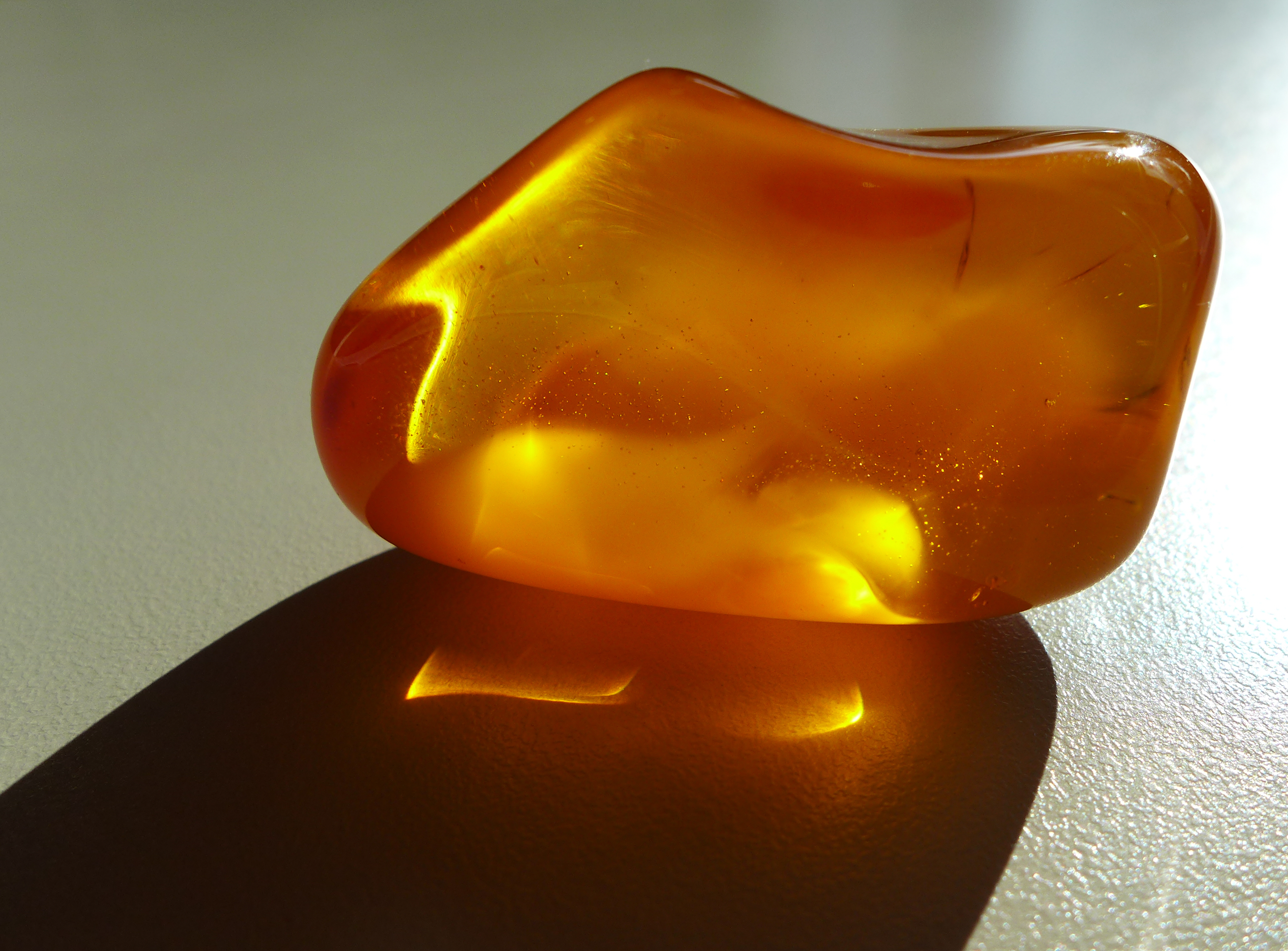
Color ámbar del ámbar
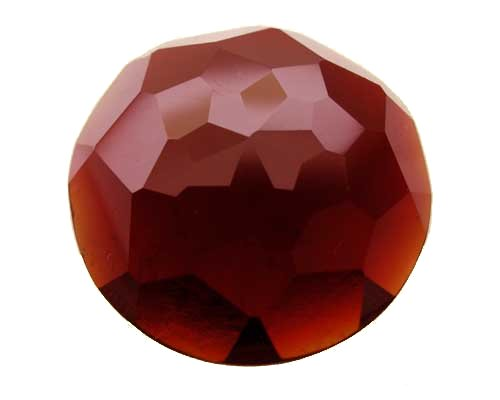
El granate de un granate
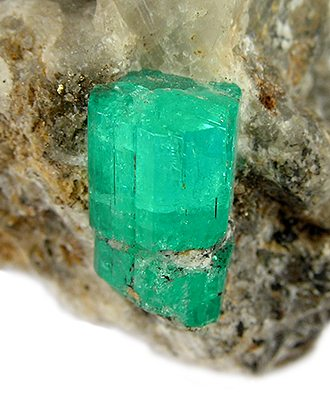
Las esmeraldas dan varios tonos de esmeralda
Color café del grano y la taza de café
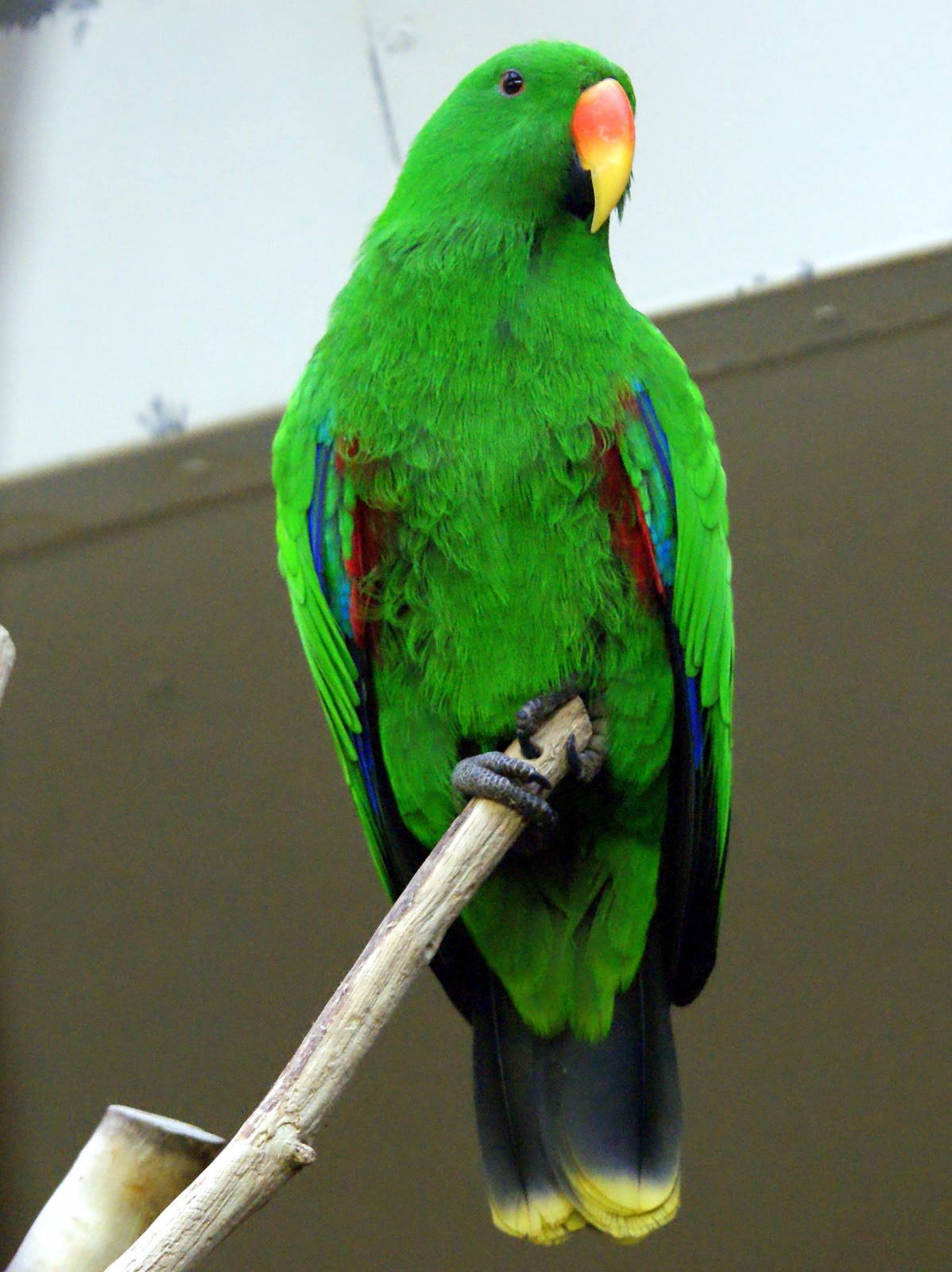
Verde vivo de un loro macho
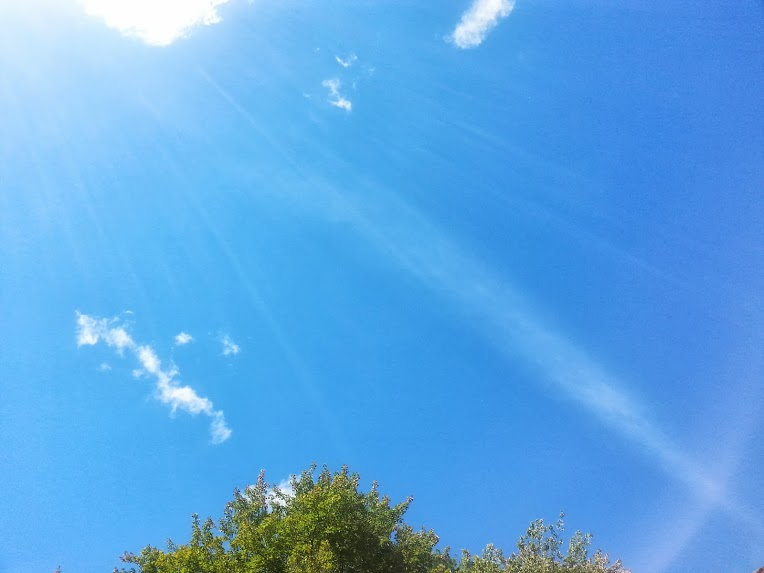
Los tonos del cielo son un referente para el celeste
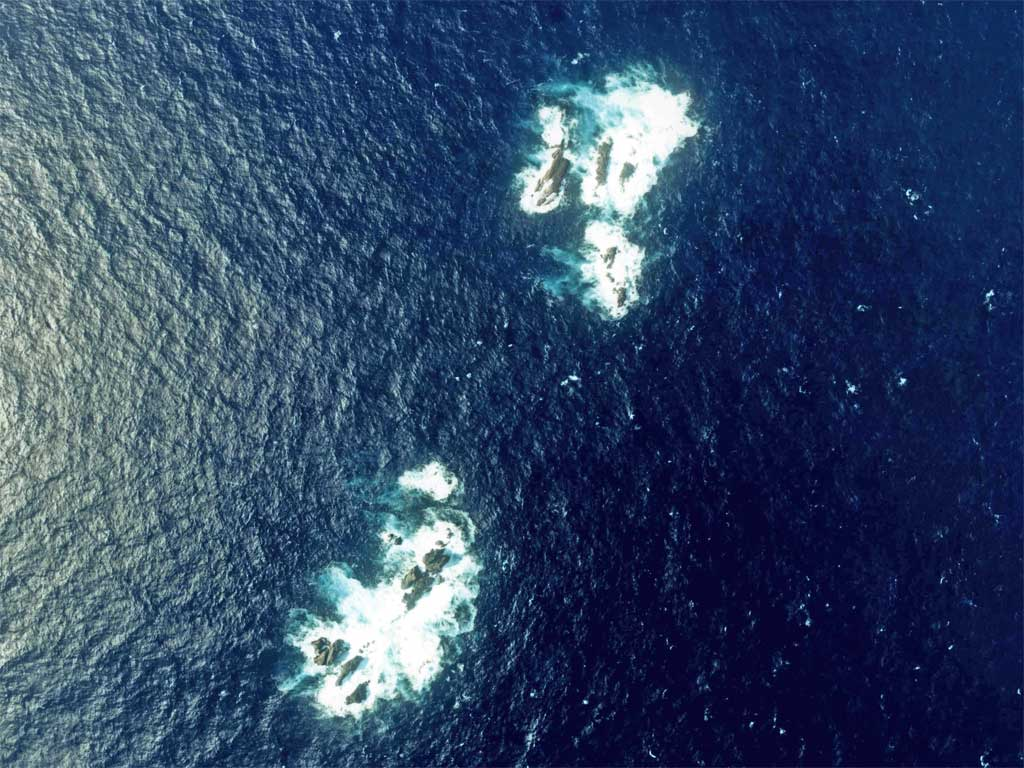
El mar tiene una tonalidad similar al azul ultramar
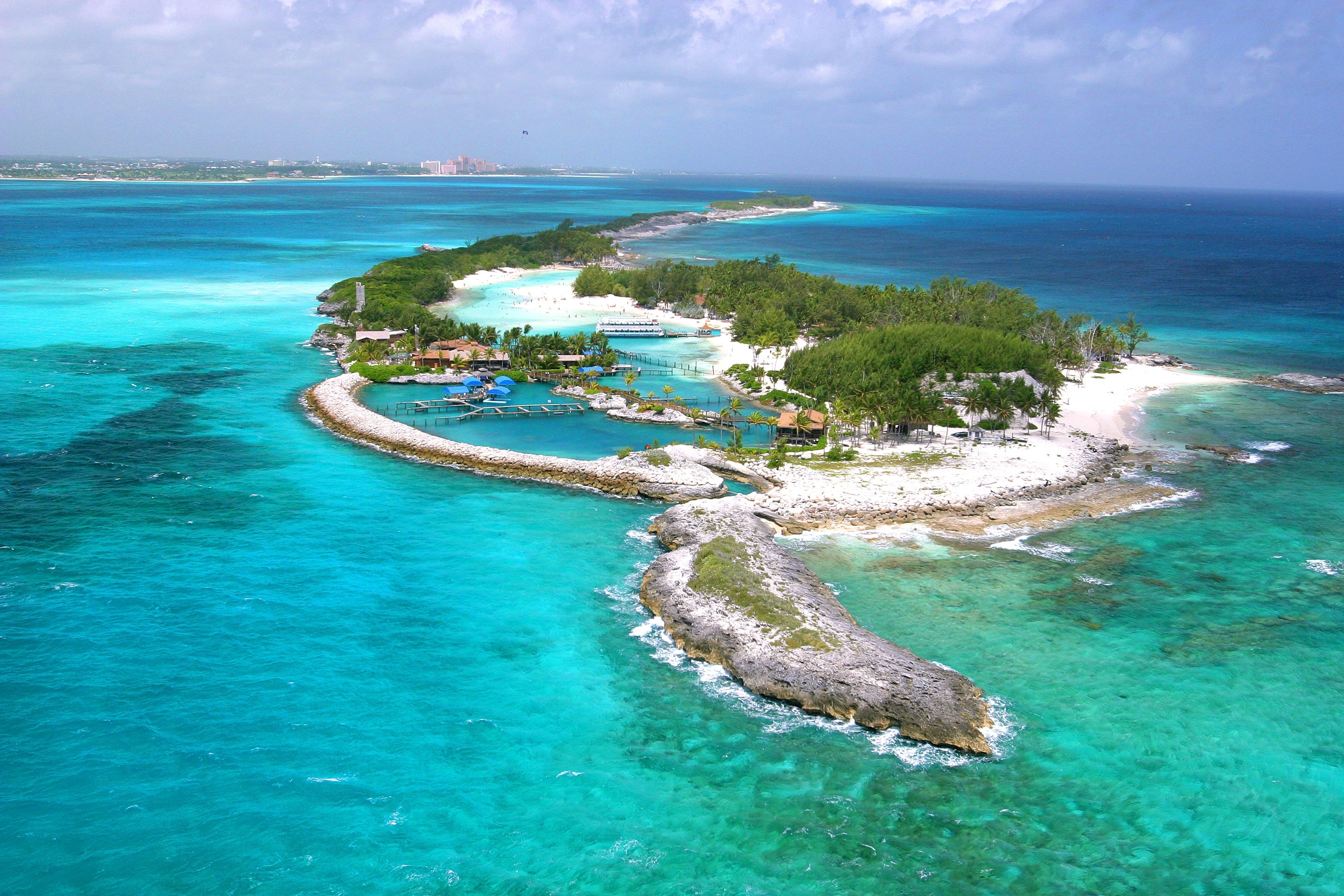
El mar en las Bahamas es cian, turquesa y esmeralda

### Colores del círculo cromático y derivados
Los siguientes son los principales colores del círculo cromático y sus derivados oscuros (hacia el negro), agrisados (semisaturados o hacia el gris) y claros (hacia el blanco):

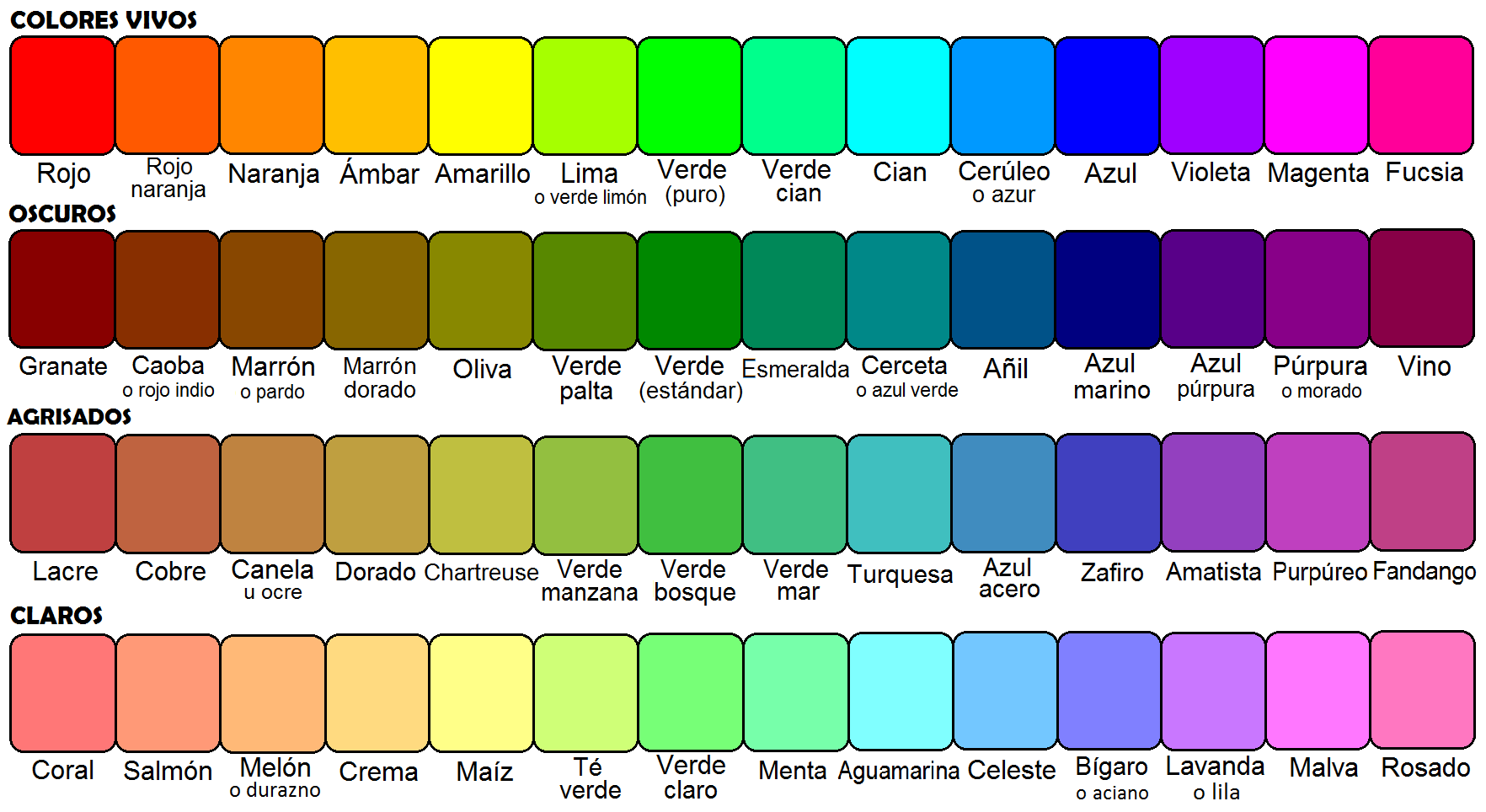
Colores vivos del círculo cromático: rojo, rojo naranja, naranja, ámbar, amarillo, lima o verde limón, verde puro, verde cian, cian o acua, cerúleo o azur, azul, violeta, magenta y fucsia.
Oscuros: granate, caoba o rojo indio, marrón o pardo, marrón dorado, oliva, palta o aguacate, verde estándar, esmeralda o viridián, cerceta o azul verde, añil o cobalto, azul marino, azul púrpura, púrpura o morado y vino.
Agrisados: lacre, cobre, canela u ocre, dorado, chartreuse, verde manzana, verde bosque, verde mar, turquesa, azul acero, zafiro, amatista, purpúreo o murasaki y fandango o rojo violeta.
Claros: coral, salmón, melón o durazno, crema, maíz, té verde, verde claro, menta, aguamarina, celeste, bígaro o aciano, lavanda o lila, malva y rosa o rosado.

### Colores neutros o acromáticos
Son aquellos que no poseen colorido, es decir, que su saturación es igual a 0. En conjunto conforman la escala de grises, la cual va desde el blanco hasta el negro. Poseen un equilibrio o igualdad entre los colores primarios que lo componen. Entre los principales tenemos:
|       |          |       |            |       |        |         | Blanco |
| Negro | Azabache | Plomo | Gris medio | Plata | Ceniza | Platino | Blanco |

| 0 | 10 % | 20 % | 30 % | 40 % | 50 % | 60 % | 70 % | 80 % | 90 % | 100 % |

| 0 | 10 % | 20 % | 30 % | 40 % | 50 % | 60 % | 70 % | 80 % | 90 % | 100 % |

## Lingüística histórica del color
No existe una homología completa entre las distintas lenguas que cubra completamente la paleta del color. Algunas lenguas ni siquiera poseían el concepto. Platón consideraba que existían cuatro colores básicos: el blanco, el negro, el rojo y el brillante, algo que para nosotros no es ni siquiera un color, y definió también al color como: «una emanación de las figuras, proporcionado a la vista y, por tanto, perceptible»; William Ewart Gladstone (1809-1898), quien no solo fue un gran político, sino un experto helenista, estudió el color en Homero (quien describía el mar como "vino oscuro" y el cielo "como bronce") y contó que los colores más citados en sus obras eran el negro (200 veces) y el blanco (100); el rojo solo 15 y el verde y el amarillo menos de diez. No se mencionaban nada ni el azul, ni el índigo, ni el añil. Y no había tampoco mención alguna del color azul en el resto de los autores griegos.
El filósofo y lingüista alemán Lazarus Geiger encontró que tampoco en muchas otras civilizaciones antiguas se conocía el color azul: en el Corán, en antiguas historias chinas, en la versión antigua de la Biblia hebrea, en las sagas islandesas y hasta en los Vedas indios no aparece el color del cielo. La única cultura antigua que sabía representar el color azul fue la egipcia, e incluso así les costó mucho fabricar el pigmento de forma sintética, pues no se encuentra fácilmente en la naturaleza (por ejemplo, no hay flores azules: las primeras las fabricaron los humanos).
Guy Deutscher descubrió con diversos experimentos que, en general, el color del cielo es el último que suelen aprender los niños. Para los pueblos antiguos el cielo era blanco, y, el mar, negro. Por otra parte, las denominaciones de los colores antiguos fue evolucionando con la lengua y, por ejemplo, el color negro entre los hebreos (kajol) pasó a significar azul con el tiempo, y lo mismo ocurrió con el color kuanos de los griegos, que en Homero significa negro y en la actualidad azul.
Esta noción de que los conceptos y el lenguaje limitan la percepción cognitiva se llama relativismo lingüístico, y describe las maneras en que diferentes culturas pueden tener dificultades para recordar o retener información sobre los objetos o conceptos para los que carecen de identificación de idioma. Y, aunque la tribu Himba de Namibia no posee palabra alguna para el azul, si saben distinguir matices del color verde que a nosotros nos cuesta notar. Existen también diferencias biológicas entre los sexos humanos en cuanto a la percepción del color: el naranja puede parecer más rojizo para los hombres que las mujeres, y el verde siempre aparece más brillante para las mujeres que para los hombres, que siempre ven un tono más amarillento, entre otras disimilitudes.